# جنگ سرد
جنگ سرد به دوره‌ای از رقابت، تنش و کشمکش ژئوپلیتیکی بین اتحاد جماهیر شوروی و متحدانش (بلوک شرق) و ایالات متحده آمریکا و متحدانش (بلوک غرب) بعد از جنگ جهانی دوم گفته می‌شود. به‌طور کلی دوره زمانی جنگ سرد از ۱۹۴۷ و آغاز دکترین ترومن تا فروپاشی شوروی در ۱۹۹۱ در نظر گرفته می‌شود. به دلیل آن‌که در این دوران هرگز درگیری نظامی مستقیم میان نیروهای ایالات متحده و شوروی به وجود نیامد اما گسترش قدرت نظامی و کشمکش‌های سیاسی منجر به جنگ‌های نیابتی و درگیری‌های مهم بین کشورهای پیرو و هم‌پیمانان این دو ابرقدرت شد، از واژه سرد برای توصیف این جنگ استفاده می‌شود. ریشه‌های جنگ سرد به پیروزی متفقین در جنگ جهانی دوم و پایان اتحاد موقت آمریکا و شوروی علیه آلمان نازی و در ادامه درگیری ایدئولوژیک و ژئوپلتیک دو کشور برای گسترش نفوذ جهانی بازمی‌گردد. ترس از دکترین نابودی حتمی طرفین باعث شد تا هیچ‌یک از دو طرف حمله پیشگیرانه اتمی را آغاز نکنند. به غیر از مسابقه تسلیحات هسته‌ای و استقرارهای مرسوم نیروهای نظامی دو طرف از راه‌های دیگر همچون جنگ روانی، کارزارهای تبلیغات سیاسی، جاسوسی، تحریم‌های اقتصادی گسترده، رقابت در مسابقات ورزشی و فناوری مثل رقابت فضایی برای اثبات برتری خود استفاده کردند.جنگ سرد منجر به هزینه‌های نظامی هنگفتی شد و تنها بین سال‌های ۱۹۶۰و ۱۹۹۰، ۲۱ تریلیون دلار در سطح جهان هزینه شد. جنگ سرد همچنین با آغاز عصر هسته‌ای مصادف شد و ماهیت جنگ را برای همیشه تغییر داد و راهبردهای نظامی مانند بازدارندگی و تخریب تضمین شده متقابل (MAD) را معرفی کرد
غرب از سوی آمریکا و کشورهای هم‌پیمانش که عموماً کشورهای غربی جهان اول و دارای سیستم حکومتی لیبرال دموکراسی و سرمایه داری بودند رهبری می‌شد. کشورهای مستعمره پیشین بلوک غرب که عموماً سیستم حکومتی اقتدارگرایی ، کمونیست و تمامیت خواه داشتند دیگر کشورهای بلوک غرب بودند. شرق از سوی شوروی رهبری می‌شد. حزب کمونیست شوروی این کشور را تحت کنترل خود داشت و بر کشورهای هم‌پیمان شوروی یعنی جهان دوم نیز نفوذ گسترده‌ای داشت. آمریکا از تغییر رژیم و قیام‌های دست راستی در سراسر دنیا پشتیبانی می‌کرد و شوروی حامی احزاب کمونیست و انقلاب‌های چپ در دنیا بود. در ۱۹۶۰–۱۹۴۵ بسیاری از مستعمره‌های پیشین استقلال یافتند و جهان سوم را شکل دادند که کنترل و گسترش نفوذ بر جهان سوم یکی از محل‌های اصلی درگیری آمریکا و شوروی شد.
مرحله نخست جنگ سرد بلافاصله پس از پایان جنگ جهانی دوم در ۱۹۴۵ آغاز شد؛ آمریکا به دلیل ترس از حمله شوروی در ۱۹۴۹ پیمان اتحاد نظامی، ناتو، را شکل داد و سیاست خارجی با نام سد نفوذ در برابر گسترش نفوذ شوروی را تعریف کرد.ناتو ، یک اتحاد نظامی بین ایالات متحده، کانادا، بریتانیا و دیگر کشورهای اروپای غربی. کشورهای عضو ناتو که از طریق اجرای طرح مارشال در سراسر اروپای غربی تقویت شد، موافقت کردند که از هر کشور عضوی که از حمله هر قدرت دیگری رنج می‌برد دفاع کنند.شوروی در پاسخ به ناتو و در ۱۹۵۵ پیمان ورشو را شکل داد.پیمان ورشو یک معاهده دفاع جمعی بود که توسط اتحاد جماهیر شوروی و هفت کشور اقماری شوروی دیگر در اروپای مرکزی و شرقی ایجاد شد: آلبانی، بلغارستان، چکسلواکی، آلمان شرقی، مجارستان، لهستان و رومانی (آلبانی در سال ۱۹۶۸ خارج شد).پیمان ورشو که به طور رسمی به عنوان معاهده دوستی، همکاری و کمک متقابل شناخته می شود، در ۱۴ مه ۱۹۵۵ بلافاصله پس از الحاق آلمان غربی به اتحاد ایجاد شد. این شورا تکمیل کننده شورای کمک های اقتصادی متقابل بود که سازمان اقتصادی منطقه ای بود که توسط اتحاد جماهیر شوروی در ژانویه ۱۹۴۹ برای کشورهای کمونیستی اروپای مرکزی و شرقی تأسیس شد.پیمان ورشو مظهر آنچه به عنوان بلوک شرق نامیده می شد، در حالی که ناتو و کشورهای عضو آن نماینده بلوک غرب بودند.
. محاصره برلین ۴۹–۱۹۴۸، جنگ داخلی چین ۱۹۴۹–۱۹۲۷، جنگ کره ۱۹۵۳–۱۹۵۰، بحران سوئز ۱۹۵۶، بحران برلین ۱۹۶۱ و بحران موشکی کوبا ۱۹۶۲ بحران‌های اصلی این دوره بودند. در این سال‌ها آمریکا و شوروی بر سر گسترش نفوذ و کنترل کشورهای آمریکای لاتین، خاورمیانه، کشورهای تازه استقلال یافته آفریقا و کشورهای آسیا رقابت کردند.
در پی بحران موشکی کوبا جنگ سرد وارد مرحله دوم شد؛ شکاف چینی-شوروی روابط کشورهای کمونیستی را پیچیده کرد. در دیگر سو فرانسه، از متحدان اصلی آمریکا خواهان استقلال عمل بیشتری شد. در ۱۹۶۸ شوروی و متحدانش برای سرکوب بهار پراگ به چکسلواکی حمله کرد. آمریکا نیز در دهه ۱۹۶۰ با مشکلات داخلی همچون جنبش حقوق مدنی سیاه‌پوستان و مخالفت با درگیری ایالات متحده در جنگ ویتنام روبرو گشت. در دهه‌های ۱۹۶۰ و ۱۹۷۰ جنبش‌هایی علیه آزمایش جنگ‌افزار هسته‌ای و به نفع خلع سلاح هسته‌ای شکل گرفتند و یک جنبش جهانی ضد هسته‌ای و به‌طور عمومی یک جنبش صلح در سراسر جهان به وجود آمد که تظاهرات‌های ضد جنگ فراوان در گوشه و کنار دنیا حاصل این کوشش‌ها بود. در دهه ۱۹۷۰ هر دو سوی درگیر تصمیم گرفتند مذاکراتی برای گسترش صلح و امنیت برگزار کنند. دتانت (کاهش تشنج)، گفتگوی محدودسازی جنگ‌افزار راهبردی و گشایش روابط چین و آمریکا در پی سفر ۱۹۷۲ نیکسون به جمهوری خلق چین از دست‌آوردهای اصلی این مذاکرات بودند.
اصطلاح جنگ سرد ریشه در عبارت «جنگ ولرم» در آثار ژان مانوئل دارد که به دلیل اشتباه یک مترجم ناشی محبوب شد.
در پایان دهه ۱۹۷۰ و در پی حمله ۱۹۷۹ شوروی به افغانستان دوره کاهش تنش از میان رفت و جنگ سرد وارد دوره‌ای تنش‌زا و سومین مرحله خود شد؛ آمریکا به عنوان بخشی از دکترین ریگان فشارهای نظامی، دیپلماتیک و اقتصادی فراوانی بر شوروی وارد کرد و این در زمانی بود که شوروی خود در دوره‌ای از رکود اقتصادی به سر می‌برد و با مشکلات اقتصادی دست و پنجه نرم می‌کرد. در پی این فشارها و از میانه دهه ۱۹۸۰ جنگ سرد وارد چهارمین مرحله خود شد. رهبر جدید اتحاد جماهیر شوروی، میخائیل گورباچف، اصلاحاتی با نام‌های گلاسنوست (فضای باز) در ۱۹۸۵ و پرسترویکا (تجدید ساختار) در ۱۹۸۷ را آغاز کرد و به حضور نظامی شوروی در افغانستان پایان بخشید. در این زمان تلاش‌ها برای دست‌یابی به استقلال بیشتر در کشورهای اروپای شرقی بیش از پیش شد و گورباچف با ادامه پشتیبانی نظامی از دولت‌های این کشورها مخالفت کرد. به دنبال تصمیم گورباچف انقلاب‌های فراوانی در ۱۹۸۹ در بلوک شرق روی داد که گاهی «پاییز ملل» نامیده می‌شود، یک موج انقلابی بود که در پاییز ۱۹۸۹ سراسر اروپای مرکزی و شرقی را در بر گرفت و در عرض چند ماه به سرنگونی دولت‌های کمونیستی به سبک شوروی ختم شد.
خود حزب کمونیست شوروی نیز کنترل اوضاع این کشور را از دست داد و به دنبال کودتای ناموفق اوت ۱۹۹۱ این حزب در شوروی ممنوع شد. در دسامبر ۱۹۹۱ و در پی اعلام استقلال جمهوری‌های تشکیل دهنده اتحاد جماهیر شوروی این کشور رسماً منحل شد و دولت‌های کمونیست فراوانی نیز در آفریقا و آسیا از میان رفتند. فروپاشی کمونیسم در شرق اروپای مرکزی و اتحاد جماهیر شوروی پایان جنگ سرد را رقم زد.و آمریکا به عنوان تنها ابرقدرت باقی مانده در جهان و پیروز جنگ سرد شناخته شد.
از جنگ سرد و حوادث پیرامون آن میراث گسترده‌ای بر جای مانده‌است. در فرهنگ عامه از جنگ سرد با موضوعات مهم آن همچون جاسوسی و تهدید جنگ هسته‌ای یاد می‌شود. همچنین در قرن بیست و یکم دوره جدیدی از تنش‌ها میان آمریکا و متحدانش از یک سو و کشور جانشین اتحاد جماهیر شوروی، روسیه، از سوی دیگر به وجود آمده. از این تنش‌ها در کنار تنش آمریکا و متحدانش با قدرت رو به رشد چین به عنوان جنگ سرد دوم یاد می‌شود.

## خاستگاه اصطلاح
| بخشی از مجموعه مقالات درباره تاریخ جنگ سرد                                      |
| زمینه‌های جنگ سرد                                                                |
| جنگ جهانی دوم (هیروشیما و ناکازاکی) کنفرانس‌های جنگ بلوک شرق بلوک غرب پرده آهنین |
| جنگ سرد (۱۹۵۳–۱۹۴۷‏)                                                             |
| جنگ سرد (۱۹۶۲–۱۹۵۳)                                                             |
| جنگ سرد (۱۹۷۹–۱۹۶۲)                                                             |
| جنگ سرد (۱۹۸۵–۱۹۷۹)                                                             |
| جنگ سرد (۱۹۹۱–۱۹۸۵)                                                             |
| نبرد منجمد                                                                      |
| سال‌شمار · نبردها تاریخ‌نگاری                                                     |
| جنگ سرد دوم                                                                     |

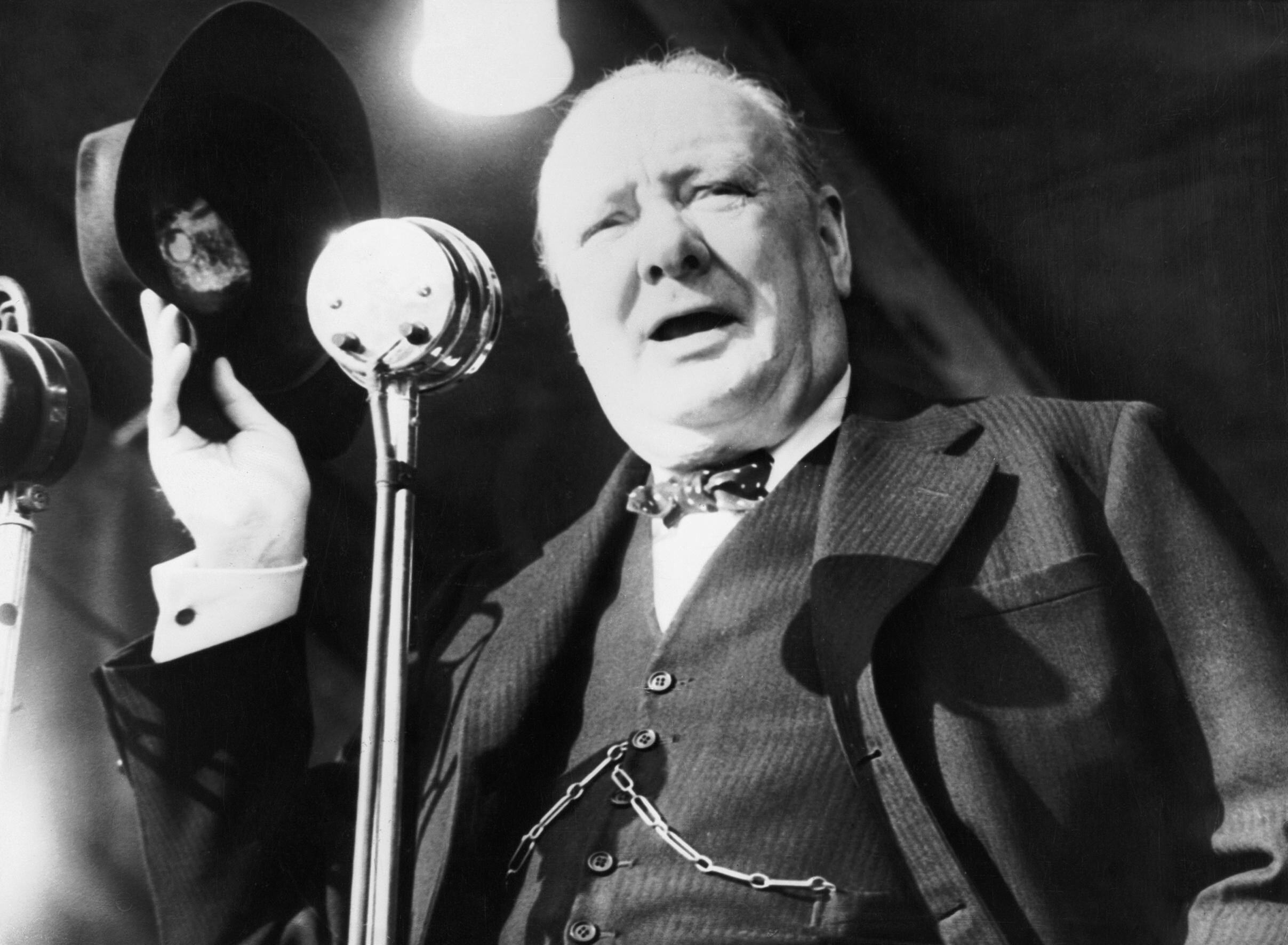
عکسی از وینستون چرچیل آخرین سخنرانی خود در طول مبارزات انتخاباتی در استادیوم والتهامستو

در پایان جنگ جهانی دوم و در ۱۹ اکتبر ۱۹۴۵ جرج اورول نویسنده انگلیسی در مقاله «تو و بمب اتمی» که در مجله تیریبیون منتشر شد از اصطلاح جنگ سرد استفاده کرد. اورول با نگاه به پیش‌بینی جیمز برنهام در مورد یک جهان دو قطبی و با در نظر گرفتن زیستن شهروندان دنیا در وحشت از جنگ هسته‌ای نوشت:
با نگریستن به کل جهان، برای دهه‌های فراوان حرکت نه به سوی آنارشیسم بلکه به سوی تجدید بردگی بوده‌است… نظریه جیمز برنهام بسیار مورد بحث قرار واقع شده اما هنوز عده کمی پیامدهای ایدئولوژیک آن را در نظر گرفته‌اند که آن نوعی جهان بینی، نوعی اعتقاد، نوعی ساختار اجتماعی است که به احتمال زیاد بر کشوری غالب خواهد شد و آن کشور به ناگاه غیرقابل تسخیر می‌شود و در نوعی حالت «جنگ سرد» دائمی با همسایگانش به سر خواهد برد.
اورول در ۱۰ مارس ۱۹۴۶ در آبزرور نوشت: «بعد از کنفرانس مسکو در دسامبر گذشته روسیه شروع به یک جنگ سرد علیه امپراتوری بریتانیا کرده‌است».
نخستین استفاده از واژه جنگ سرد برای اشاره به رقابت ژئوپلیتیکی پساجنگ بین ایالات متحده آمریکا و اتحاد جماهیر شوروی در سخنرانی برنارد باروک از مشاوران مهم رئیس جمهوران دموکراتیک آمریکا و در ۱۶ آوریل ۱۹۴۶ آمده‌است. در این سخنرانی که توسط روزنامه‌نگار هربرت بایارد اسووپ نوشته شده‌است چنین آمد: «نباید فریب بخوریم، ما امروز در میانه یک جنگ سرد به سر می‌بریم». والتر لیپمن روزنامه‌نگار با کتابش جنگ سرد به این اصطلاح رواج بیشتری داد. در ۱۹۴۷ وقتی از لیپمن پرسیده شد خاستگاه این اصطلاح چیست وی گفت که برگرفته از یک اصطلاح فرانسوی دهه ۱۹۳۰ است: la guerre froide.

## زمینه

### انقلاب روسیه
در حالی که تعدادی از تاریخ‌شناسان زمینه‌های جنگ سرد را در دوره پس از پایان جنگ جهانی دوم می‌بینند اما تعداد دیگری از تاریخ‌شناسان معتقدند که ریشه‌های جنگ سرد به پیش از جنگ جهانی دوم و زمان به قدرت رسیدن بلشویک‌ها در امپراتوری روسیه در انقلاب اکتبر در ۱۹۱۷ بازمی‌گردد. در زمان جنگ جهانی اول امپراتوری بریتانیا، امپراتوری روسیه و جمهوری فرانسه از ابتدای جنگ نیروهای متفقین را تشکیل می‌دادند و ایالات متحده آمریکا نیز در آوریل ۱۹۱۷ به متفقین پیوست. در نوامبر ۱۹۱۷ بلشویک‌ها در روسیه قدرت را به دست گرفتند و به قول‌شان مبنی از عقب‌نشینی از جبهه‌های جنگ عمل کردند و به دنبال عقب‌نشینی نیروهای روسیه ارتش آلمان به سرعت در مرزهای روسیه پیشروی کرد. پاسخ متفقین به این فعل و انفعالات یک محاصره کامل علیه کل روسیه بود. در ابتدای مارس ۱۹۱۸ بلشویک‌ها در پی یک موج گسترده مردمی بر علیه جنگ عهدنامه برست-لیتوفسک را امضا کردند و مجبور به پذیرش شرایط سخت و ناعادلانه امپراتوری آلمان شدند. از دید عده‌ای از متفقین روسیه «با قطع کردن عرضه غذا، سوخت، کمک‌های صنعتی و ارتباطات روسیه با اروپای غربی» به آلمان کمک کرد چرا که در حدود یک میلیون سرباز آلمانی از جبهه روسیه رهسپار جبهه‌های غرب شدند.
به نوشته تاریخ‌شناس آمریکایی اسپنسر تاکر متفقین احساس کردند: «این عهدنامه خیانت نهایی به حرکت متفقین بود و بذر جنگ سرد را کاشت. با عهدنامه برست-لیتوفسک وحشت سلطه آلمان بر اروپای شرقی می‌رفت که به واقعیت تبدیل شود و متفقین به شکل جدی به فکر شروع به دخالت نظامی افتادند»، به دنبال این قضایا متفقین جنگ اقتصادی علیه بلشویک‌ها به راه انداختند. در عین حال عده‌ای از بلشویک‌ها روسیه را تنها پله نخست می‌دیدند و در حال برانگیختن انقلاب علیه سرمایه‌داری در همه کشورهای غربی بودند اما اجبار به صلح با آلمان ولادمیر لنین را مجبور کرد که از خواسته دست بکشد.

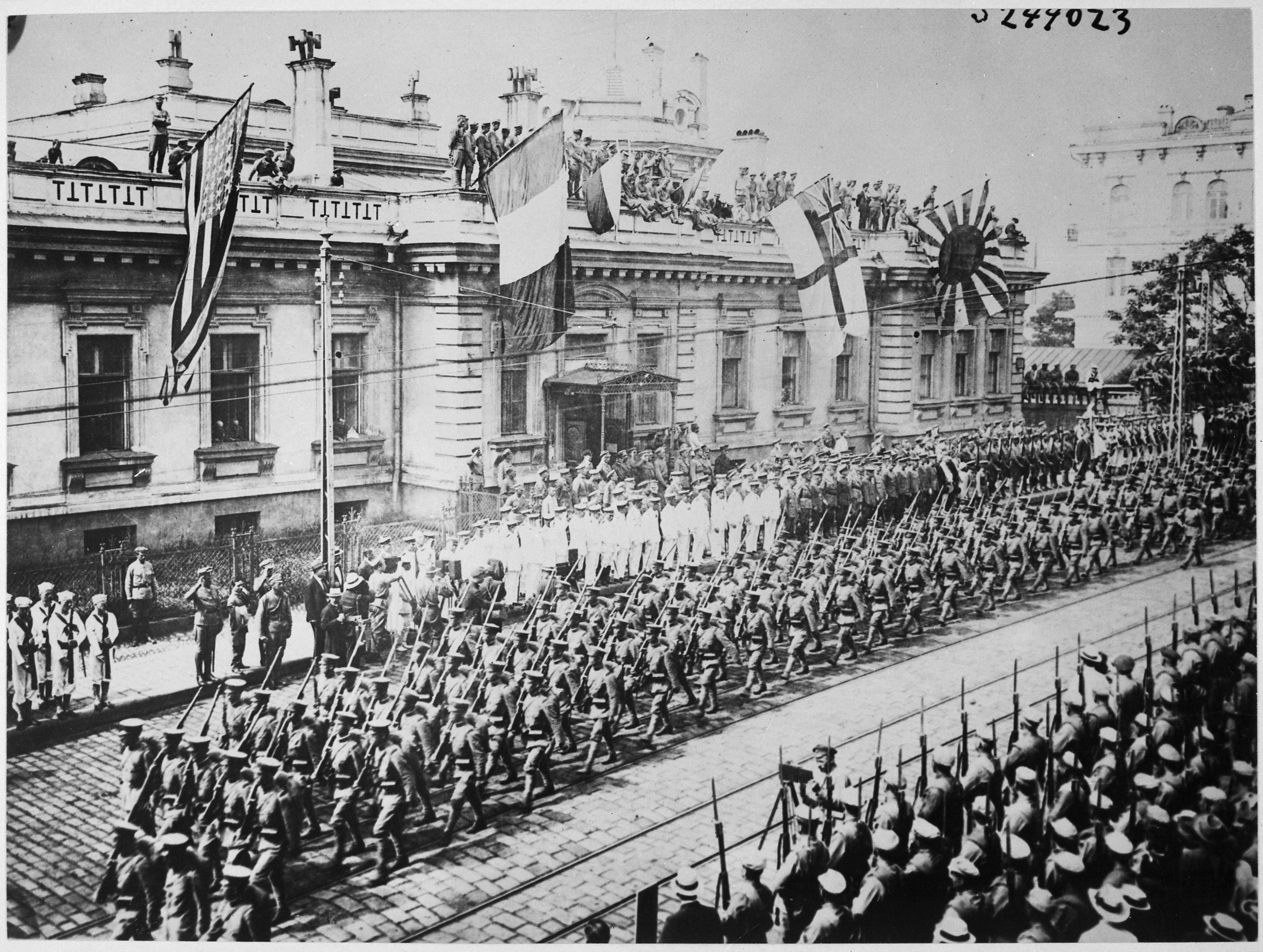
اوت ۱۹۱۸، نیروهای متفقین در ولادی‌وستوک در جریان مداخله متفقین در جنگ داخلی روسیه

در ۱۹۱۸ بریتانیا سرمایه و سرباز برای تجهیز ارتش سفید ضدانقلابی و ضد بلشویکی فراهم کرد. وینستون چرچیل، وزیر جنگ و یک هوادار سرسخت امپراتوری بریتانیا و ضد کمونیست پیشگام این سیاست بود. فرانسه، ژاپن و آمریکا در تلاش برای سرنگونی دولت تازه تأسیس کمونیست به روسیه حمله کردند. با وجود این حملات و جنگ‌های اقتصادی و نظامی بلشویک‌ها موفق شدند تمامی دشمنان را شکست دهند و کنترل تمام روسیه و استان‌های جدا شده همچون اوکراین، گرجستان، آذربایجان و ارمنستان را در دست بگیرند.
دولت‌های غربی همچنین به شکل دیپلماتیک دولت شوروی را منزوی کردند. لنین اعلام کرد دولت شوروی در حلقه یک «محاصره دشمنانه کاپیتالیست» قرار دارد و خود او هم از دیپلماسی به شکل یک سلاح بر تفرقه افکندن بین دشمنان شوروی استفاده کرد. لنین کمینترن، یک سازمان برای به راه انداختن انقلاب در سراسر جهان، تشکیل داد. کمینترن هیچ جا موفقیتی کسب نکرد و در تلاش برای بر قراری انقلاب در آلمان، باواریا و مجارستان شکست خورد.
کم‌کم بریتانیا و دیگر قدرت‌های غربی (به غیر از ایالات متحده) به تجارت با شوروی روی آوردند و در مواردی حتی این دولت را به رسمیت شناختند. در ۱۹۳۳ ترس فراگیر شدن کمونیسم از بین رفته بود و حتی در این زمان حتی مطبوعات و حلقه‌های تجاری آمریکا خواهان برقراری روابط دیپلماتیک با شوروی بودند. در نوامبر ۱۹۳۳ فرانکلین روزولت، رئیس‌جمهور آمریکا از قدرت اجرای‌اش برای عادی سازی روابط با شوروی استفاده و روابط دیپلماتیک را برقرار کرد. اما با این وجود در زمینه بدهی‌های انباشته شده از زمان حکومت پیشین تزاری که آمریکا خواهان بازپرداخت‌شان از سوی شوروی بود پیشرفتی حاصل نشد. انتظارها از گسترش روابط و برقراری تجارت برآورده نشدند. تاریخ‌شناسان ژوستوس دی. دوئنک و مارک ای. استولر در این زمینه نوشتند: «هر دو ملت به سرعت از خواب خوش این توافق بیدار شدند». در ۱۹۳۳ روزولت ویلیام بولیت را به مدت ۳ سال به عنوان سفیر آمریکا در شوروی منصوب کرد. بولیت با امیدهای فراوان برای گسترش روابط آمریکا و شوروی به مسکو رسید اما با مشاهدات بیشتر و نزدیک‌تر نظرش در مورد رهبران شوروی عوض شد و بولیت تا پایان دوره خدمتش تبدیل به یک دشمن دولت شوروی شد و سپس تا پایان عمرش نیز آشکارا فعال ضد کمونیست باقی ماند.

### ابتدای جنگ جهانی دوم
در پایان دهه ۱۹۳۰ استالین با وزیر خارجه‌اش ماکسیم لیتوینوف تلاش کرده بود تا برای مخالف با فاشیسم جبهه مردمی را بین دولت‌ها و حزب‌های کشورهای سرمایه‌دار تبلیغ کند. کشورهای غربی به جای همکاری با روسیه تصمیم گرفتند با آلمان نازی مماشات کند و این چندان برای شوروی خوشایند نبود. در مارس ۱۹۳۹ و در توافقنامه مونیخ فرانسه و بریتانیا، بدون مشورت با شوروی، کنترل قسمت‌های عمده‌ای از چکسلواکی را به آلمان واگذار کردند. این اتفاقات و رسیدن ژاپن به مرزهای شوروی باعث شدند تا استالین جهت سیاست شوروی را عوض کرد و با جایگزینی لیتوینوف با ویاچسلاو مولوتف به دنبال مذاکرات با آلمان رفت.

## خلاصه

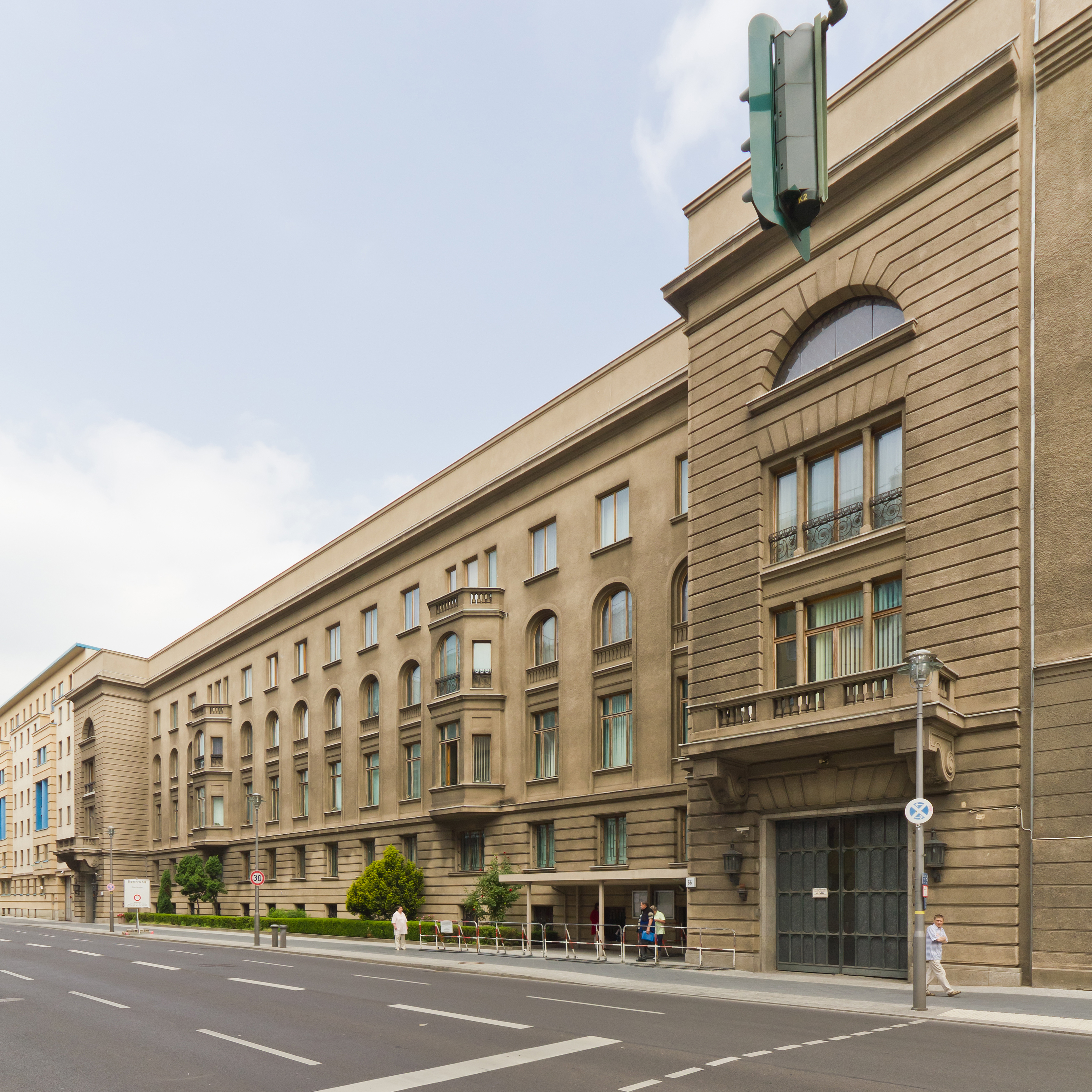
سفارت روسیه در برلین در دوران جنگ سرد نقش مهمی در فعالیت‌های جاسوسی و اطلاعاتی ایفا می‌کرد. این سفارت که در بخش شرقی برلین قرار داشت، یکی از مراکز اصلی تبادل اطلاعات و ارتباطات برای دولت اتحاد جماهیر شوروی بود.

در ۱۹۴۳، آثار جنگ جهانی دوم اجتناب‌ناپذیر بود. نیروهای محور، به رهبری آلمان در شرایط سخت و محدودی به‌سر می‌بردند. تهاجم مصیبت‌بار آلمان به شوروی، پایان حمایت ایتالیا از نیروهای محور، و مداخله آمریکا علیه آنها، متفقین – عمدتاً آمریکا، بریتانیا، شوروی و فرانسه – را نیرومندتر کرد. آلمان و ژاپن در رقابت دیوانه‌وار خود در خرید جنگ‌افزار و فتح سرزمین‌هایی از اروپا و آسیا به سر می‌بردند. سرانجام خودکشی آدولف هیتلر در ۱۹۴۵ به جنگ در اروپا پایان داد.
به آلمان از غرب و شرق به‌ترتیب توسط نیروهای آمریکایی و شوروی حمله شد. دو لشکر در برلین به یکدیگر رسیدند و وقتی صلح برقرار شد، مناطق تحت پوشش خود را در میانه شهر برلین از هم جدا نمودند. دشمنی خفته آن‌ها در کشورهای دیگر و نیز در رقابت هوایی پدیدار شد. تنها هراسی که وجود داشت و پنهان می‌شد، احتمال رخ دادن جنگ اتمی میان دو کشور بود. اگرچه تنش هر لحظه بالاتر می‌رفت، این هراس از پیامدهای جنگ هسته‌ای بود که جنگ را به جنگ سرد تبدیل کرد.
آمریکا و شوروی به‌ترتیب نظام‌های اقتصادی سرمایه‌داری و کمونیسم را ترجیح می‌دادند. بیشتر اروپا و آسیا به کشورهایی تقسیم شد که ترجیح می‌دادند متحد آمریکا باشند یا شوروی. پایان جنگ جهانی دوم، دوره‌ای را آغاز کرد که در آن ملت‌های گوناگون از مستعمره بودن به استقلال رسیدند و بیشتر این کشورهای تازه مستقل شده با اقتصاد ورشکسته و چندپاره شدن سرزمینشان دست و پنجه نرم می‌کردند. در نتیجه، آمریکا و شوروی با پشتیبانی مالی و نظامی از تعدادی از این کشورها، سعی در افزایش نفوذ خود نمودند.
کمک‌های مالی و متحد شدن‌ها باعث گسترش رقابت میان دو ابرقدرت شد. حالا دیگر تعداد کشورهای متحد، تبلیغات، مسابقه تسلیحاتی، جاسوسی و توسعه فنی آن هم از نوع ویرانگر، به معیاری برای ارزیابی کشورها بدل شده بود. رقابت هسته‌ای و فضایی، موجب جنگ میان کشورهایی شد که هریک نماینده آمریکا یا شوروی بودند. بیشتر کشورهای استقلال یافته حالا بخشی از یک جهان دوقطبی بودند و اکثر آن‌ها ناگزیر به قرارگرفتن در صف یکی از دو ابرقدرت شده بودند. این نشان‌دهنده «شجاعت» برخی کشورها نظیر یوگسلاوی و هند بود که متحد هیچ‌یک از دو ابرقدرت نشدند.
با آنکه آمریکا و شوروی به مرز یکدیگر تجاوز نکرده بودند، تنش برآمده از جنگ سرد در نقاط مختلف دنیا به‌طور جدی خود را نمایان ساخت: دیوار برلین ساخته شد، در کره و ویتنام جنگ درگرفت، بحران موشکی کوبا رخ داد و ارتش شوروی وارد افغانستان شد. اما سرانجام به‌دلیل برخورداری دو کشور از جنگ‌افزار هسته‌ای بسیار نیرومند، از جنگ مستقیم اجتناب شد.
دشمنی و جاه‌طلبی دو ابرقدرت که موجب تلفات جانی و مالی بسیاری شده بود، رفته‌رفته با انتقادهای جدی در سراسر جهان روبه‌رو می‌شد. اکنون جهان وارد دوره‌ای شده بود که در آن، کوشش‌ها برای مقابله با سیاست‌های ویرانگر دو کشور رو به افزایش داشت. در سال‌های ۱۹۸۰ رونالد ریگان، رئیس‌جمهور آمریکا و میخائیل گورباچف، سردمدار شوروی، در اوج دوران دوستی دو کشور، پیمان منع موشک‌های هسته‌ای میان‌برد را در ۱۹۸۷ امضا کردند. دوره نامطلوب جنگ سرد به پایان رسیده بود. دوره‌ای که شاهد افزایش هزینه‌های نظامی و مرگ عده زیادی در ویتنام و کره بود.

## نظم جدید جهانی
در این دوره جنگ سرد با ظهور نظام جهانی دوقطبی در ۱۹۴۷ آغاز شد و تا زمان تغییر رهبران هر دو ابرقدرت از ترومن به آیزنهاور در ایالات متحده و از استالین به خروشچف در شوروی ادامه یافت.
رویدادهای این دوره عبارت‌اند از: دکترین ترومن، طرح مارشال، محاصره برلین، آزمایش انفجار اولین بمب اتمی شوروی سابق، تشکیل ناتو و در پاسخ به آن پیمان ورشو، تشکیل آلمان غربی و آلمان شرقی، نامه استالین برای اتحاد مجدد آلمان‌ها و عدم مداخله ابرقدرت‌ها در اروپای مرکزی، جنگ داخلی چین و جنگ کره.
بر پایه دکترین ترومن آمریکا به همهٔ کسانی که علیه کمونیسم می‌جنگیدند کمک مالی و نظامی می‌کرد. هدف از طرح مارشال آمریکا این بود که اقتصاد اروپا را پس از ویرانی‌های جنگ جهانی دوم بازسازی کند تا از محبوبیت سیاسی چپ‌های تندرو جلوگیری نماید. در اروپای غربی، کمک اقتصادی به کمبود دلار پایان داد، به سرمایه‌گذاری خصوصی برای بازسازی بعد از جنگ شتاب بخشید و از همه مهم‌تر روش‌های مدیریت جدیدی را به‌وجود آورد. این طرح در ایالات متحده باعث حذف انزواطلبی دهه ۱۹۲۰ و اتحاد اقتصادی آمریکای شمالی و اروپای غربی شد.
سنای آمریکا در پاسخ به دخالت شوروی در کودتای چکسلواکی با تصویب قطعنامه واندنبرگ-کنالی در ۱۱ ژوئن ۱۹۴۸ به دولت آمریکا اجازه پذیرفتن تعهداتی در خارج از مرزهای آمریکا را داده بود. پیمان نظامی واشینگتن که بعدها به پیمان آتلانتیک شمالی (ناتو) شناخته شد در ۴ آوریل ۱۹۴۹ میان آمریکا، اعضای پیمان بروکسل و دیگر کشورهای بلوک سرمایه‌داری که به این پیمان دعوت شده بودند به امضا رسید. شوروی در پاسخ به آن پیمان ورشو را تشکیل داد.
در سال‌های ۱۹۴۸–۱۹۴۹ اتحاد جماهیر شوروی به منظور اجبار بلوک غرب فاتح به واگذار کردن اختیارات و قلمرو خود در برلین غربی به وقوع این شهر را محاصره و از ورود آذوقه و کالاهای مورد نیاز مردم جلوگیری کرد. آمریکا و متحدان غربی به ویژه بریتانیا با وجود خطر بروز یک جنگ جهانی تازه محاصره را شکستند و مستقیماً از پایگاه‌های هوایی آمریکا در نزدیکی فرانکفورت، شروع به حمل آذوقه و سایر کالای مورد نیاز مردم نمودند و این وضعیت یازده ماه ادامه یافت. با شکست حصر برلین و تشکیل دو کشور آلمان غربی و آلمان شرقی تقسیم اروپا به اتمام رسید و صحنه زورآزمایی جنگ سرد به مناطق دیگر جهان انتقال یافت.
جنگ کره در ۲۵ ژوئن ۱۹۵۰ با گذشتن نیروهای تحت فرمان کیم ایل سونگ رهبر کره شمالی با چراغ سبز شوروی و جمهوری خلق چین از مدار ۳۸ درجه آغاز شد. دو روز بعد شورای امنیت ملل متحد به پیشنهاد آمریکا قطعنامه‌ای را برای کمک نظامی به کره جنوبی به تصویب رساند. پس از ورود آمریکا به کره، جمهوری خلق چین که این اقدام را در راستای محاصره این کشور می‌دانست نیز وارد جنگ شد. وضعیت بغرنج جنگ کره تا آتش‌بس ژوئیه ۱۹۵۳ ادامه یافت.

## دوره کوتاه تشنج‌زدایی
در سال‌های ۱۹۵۵ و ۱۹۵۶ با جانشینی آیزنهاور به جای ترومن در ایالات متحده و فرونشستن جو مک‌کارتیسم و کاهش حساسیت‌ها نسبت به کمونیسم و همچنین مرگ استالین در شوروی تشنج‌های بین شرق و غرب کاهش یافت. رهبران جدید شوروی، خروشچف و بولگانین سیاست ملایمتری در پیش گرفتند. بر ادعای ارضی به ترکیه پایان دادند، اسرائیل را به رسمیت شناختند، با نامزدی داک هامرشولد سوئدی برای دبیرکل سازمان ملل متحد موافقت کردند. مهم‌تر از همه پایان جنگ کره بود. نقطه اوج تغییر بینش سران شوروی اما در جریان کنگره بیستم حزب کمونیست شوروی بود که علاوه بر انتقاد از شیوه حکومتی و کیش شخصیت استالین، بر همزیستی مسالمت‌آمیز با دیگر کشورها تأکید شد و کمینفرم هم منحل گردید.
با این حال رقابت بین دو ابرقدرت ادامه یافت. شاهد آن انعقاد پیمان بغداد با شرکت ایران، عراق، ترکیه و پاکستان در ۱۹۵۵ و سرکوب شورش‌های لهستان و مجارستان در ۱۹۵۶ بود. از سال ۱۹۵۶ به بعد دو ابرقدرت متوجه اهمیت کشورهای جهان سوم شدند و تلاش خود در جذب حمایت مستعمرات سابق و تازه به استقلال رسیده را آغاز کردند.

## گسترش دوباره بحران

درسال ۱۹۵۹ در نتیجه جنگ سرد، دو بلوک ژئوپولیتیکی متخاصم بوجود آمدند. برای جزئیات بیشتر به راهنمای نقشه مراجعه کنید.

این دوره از تغییر رهبران هر دو کشور در سال ۱۹۵۹ آغاز شد و تا بحران موشکی کوبا در سال ۱۹۶۲ ادامه یافت. حوادث اصلی این دوره عبارت‌اند از: انقلاب ۱۹۵۶ مجارستان، ساختن دیوار برلین در سال ۱۹۶۱ و بحران موشکی کوبا در سال ۱۹۶۲.
از سال ۱۹۵۷ رقابت تسلیحاتی دو کشور به ضرر آمریکا تحول یافت و همین موجب آغاز موج جدیدی از تنش‌ها شد. شوروی دراین سال به فناوری موشک‌های قاره‌پیما دست یافت که شهرهای آمریکا را در تیررس بمب‌های هسته‌ای قرار می‌داد. در اکتبر همین سال نخستین ماهواره جهان با نام اسپوتنیک را در مدار زمین قرار داد.
واکنش آمریکا استقرار موشک‌های میان‌برد از نوع ثور و ژوپیتر در خاک ایتالیا و ترکیه بود که ناتو را به چهارمین قدرت بزرگ هسته‌ای (پس از آمریکا، شوروی و بریتانیا) تبدیل می‌کرد. از طرف دیگر موفقیت اسپوتنیک دکترین هسته‌ای آمریکا (یعنی تلافی همه‌جانبه) که از سوی جان فاستر دالس در ۱۹۵۴ تهیه شده بود زیر سؤال می‌برد. آمریکا در نهایت در ۳۱ ژانویه ۱۹۵۸ نخستین ماهواره خود (کاوشگر ۱) را به فضا پرتاب کرد و تلاش خود را متوجه وارد کردن ضربه دوم و ساخت موشک‌های مینوتمن و زیردریایی‌های مجهز به موشک پلاریس نمود. در همین بین خروشچف دوباره پرونده برلین را گشود و خواستار تبدیل برلین (شرقی و غربی) به شهری آزاد و بی‌طرف شد ولی آمریکا حاضر نبود برلین غربی را از دست بدهد. کنفرانس ژنو دربارهٔ این موضوع بی‌نتیجه بود و کنفرانس پاریس هم که قرار بود در ژوئن ۱۹۶۰ تشکیل شود با طرح موضوع پرواز هواپیماهای جاسوسی یو-۲ آمریکا که در اول مه از سوی شوروی ساقط شده بود با شکست روبرو شد.
در نشست کندی و خروشچف، رهبران آمریکا و شوروی در وین در ژوئن ۱۹۶۱، خروشچف اعلام کرد که اگر در مورد برلین به توافق نرسند وی به صورت جدا با آلمان شرقی وارد مذاکره خواهد شد. با شکست مذاکرات وین آلمان شرقی دستور ساخت دیوار برلین را صادر کرد و شوروی آزمایش‌های موشکی‌اش را از سرگرفت.
به دنبال بحران برلین و در جوی متشنج، بحران موشکی کوبا اتفاق افتاد که در آن شوروی در پی شکست عملیات خلیج خوکها سعی کرد موشک‌های میان‌بردش را در کوبا نصب کند و آمریکا با محاصره کوبا خواهان خروج بی‌قید و شرط آن‌ها شد. جهان در آستانه یک جنگ جهانی دیگر قرار گرفت و خطر جنگ هسته‌ای به وجود آمد. در نتیجه خطری بحران موشکی کوبا پیش آورد دو ابرقدرت به تشنج‌زدایی، محدود کردن کشورهای دارنده سلاح اتمی و ایجاد ارتباط مستقیم برای حل بحران روی آوردند و دکترین دالس (تلافی همه‌جانبه) جای خود را به دکترین مک‌نامارا (پاسخ منعطف) داد که پذیرش این دکترین در سازمان ناتو موجب شد ژنرال دوگل کشور فرانسه را ازین سازمان خارج نماید.

## تحولات دهه شصت و هفتاد میلادی

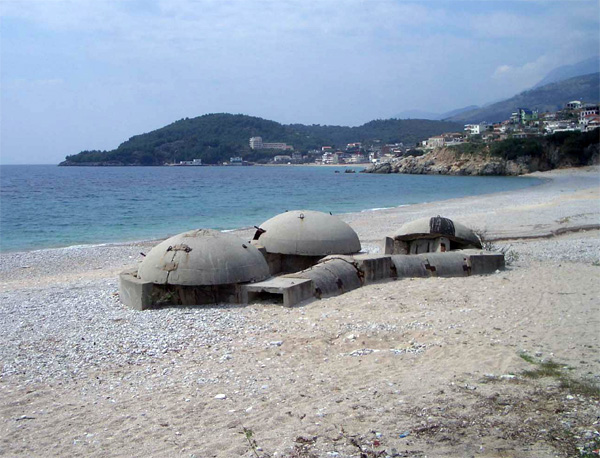
در بین سال‌های ۱۹۶۷ تا ۱۹۸۶ میلادی در آلبانی، بیش از ۷۰۰٬۰۰۰ سنگر بتونی-فولادی با توجیه مواجهه با «دشمن امپریالیستی» ساخته شدند. سنگرهای آلبانی را ببینید.

پس از بحران موشکی کوبا ایالات متحده و شوروی سابق برای کاهش دشمنی‌ها چند گام مقدماتی برداشتند؛ از جمله نصب خط ارتباطی هات‌لاین بین واشینگتن و مسکو در سال ۱۹۶۳. در همین سال لیندون بنیز جانسون که معاون جان اف. کندی بود که با مرگ وی جانشین او شد. از ۱۹۶۴ نیز لئونید برژنف رهبر شوروی شد. در اوت این سال با امضای پیمان منع جزئی آزمایش هسته‌ای تنش‌ها کمی کاهش یافت. اما حادثه خلیج تانکین در سال ۱۹۶۴ که منجر به یورش گسترده نیروی زمینی آمریکا به ویتنام شمالی و آغاز جنگ ویتنام شد گویای این واقعیت بود که کاهش تنش بین دو ابرقدرت دوام زیادی نخواهد داشت.
پس از دوره‌ای از گسترش آزادی‌های سیاسی در چکسلواکی در سال ۱۹۶۸ که به بهار پراگ مشهور است نیروهای پیمان ورشو به این کشور حمله کردند. این اقدام حاصل سیاستی جدید به نام دکترین برژنف بود و در آن شوروی به خود حق می‌داد که ثبات رژیم‌های متحد یا تحت سلطه خود را حفظ کند و در صورت لزوم از زور استفاده نماید.
گرچه پیمان منع جزئی آزمایش هسته‌ای کشورهای دیگر را از آزمایش سلاح‌های اتمی منع می‌کرد ولی از ۱۹۶۶ و به پیشنهاد جانسون دو ابرقدرت خود به سوی کاهش توپخانه اتمی‌شان قدم برداشتند که نتیجه آن معاهده سالت یک در ۱۹۷۱ بود. میشل ژوبر، وزیر خارجه فرانسه در این برهه اصطلاح کاندومینیوم یا حاکمیت مشترک را دربارهٔ رابطه دو ابرقدرت به کار برد؛ زیرا رهبران آمریکا و شوروی به این نتیجه رسیده بودند که باید برای جلوگیری از پاگرفتن قدرت‌های میانه (جنبش عدم تعهد، اتحادیه اروپای غربی و چین و ژاپن) به توافق‌های اساسی دست پیدا کنند. کنفرانس امنیت و همکاری اروپا که با شرکت همه کشورهای اروپایی، شوروی، آمریکا و کانادا در ۱۹۷۵ در هلسینکی برگزار شد نشان می‌داد امور اروپای غربی مختص این منطقه نیست و باید به صورت بین‌المللی حل و فصل شود.

### جنبش عدم تعهد
کشورهای تازه به استقلال رسیده و مستعمرات سابق در نخستین تلاش خود برای اثرگذاری در عرصه بین‌الملل سعی داشتند با یکدیگر متحد شدند. ازین رو نهرو، تیتو، ناصر و سوکارنو رهبران هند، یوگسلاوی، مصر و اندونزی در کنفرانس باندونگ جنبش عدم تعهد را بنیان گذاشتند. در کنفرانس مقدماتی قاهره در ۱۹۶۱ پنج اصل راهبردی کشورهای این جنبش تعیین شد که شامل همزیستی مسالمت‌آمیز و عدم امضای قرارداد نظامی با ابرقدرت‌ها می‌شد.
کنفرانس‌های بلگراد در ۱۹۶۱، قاهره در ۱۹۶۴ و لوزاکا در ۱۹۷۰ برای رسیدن به راه‌حلی مشترک بین کشورهای جنبش عدم تعهد برگزار شد. کشور ایران نیز پس از انقلاب و استقرار رژیم جمهوری اسلامی در سال ۱۹۷۹ با خروج از پیمان بغداد به جنبش عدم تعهد پیوست. بسیاری از کشورهای جهان سوم نیز که در اوپک عضو بودند در بحران‌های دهه ۱۹۷۰ نقش مهمی بازی کردند و موضعی خلاف موضع ابرقدرت‌ها اتخاذ کردند.

### اتحاد اروپا
اعلام تشکیل جامعه زغال و فولاد از روبر شومان وزیر خارجه فرانسه نخستین گام در زمینه وحدت اروپا بود. پس از شکست طرح جامعه دفاع اروپایی در ۱۹۵۴ نظرها متوجه اقتصاد شد و در نهایت در ۱۹۶۷ امضای قرارداد رم به تشکیل اوراتم (جامعه انرژی اروپا) و بازار مشترک (جامعه اقتصادی اروپا) انجامید. اوراتم بی‌تحرک ماند ولی بازار مشترک رونق بسزایی به اروپای غربی بخشید و آن را به صورت یک قدرت متوسط درآورد. بازار مشترک در یک دوره دوازده ساله دست به حذف تدریجی تعرفه‌های گمرکی و جابجایی آزاد کالا، سرمایه، و انسان زد، یک سیستم گمرکی مشترک برای واردات از کشورهای ثالث ایجاد کرد و سیستم‌های سیاسی هماهنگ و پولی واحدی در این کشورها به وجود آورد.
بلوک شرق ایجاد بازار مشترک را تلاش سرمایه‌داری برای نابودی سوسیالیسم توصیف کرد. واکنش آمریکا، به عنوان متحد اروپای غربی اما حکایت از تضادهای درونی بلوک غرب داشت. از سال ۱۹۶۱ به بعد موضوع مبارزه‌طلبی آمریکا در مقابل بازار مشترک صراحت یافت. پس از مذاکرات طولانی بین آمریکا و بازار مشترک که به دور کندی معروف است به موافقت‌هایی در مورد تعرفه‌های گمرکی دست یافت. هدف آمریکا درین مذاکرات حفظ برتری اقتصادی خود در دنیای سرمایه‌داری بود.

#### مشکل آتلانتیک
تضاد اروپای غربی با آمریکا اما بیش از آنکه اقتصادی باشد سیاسی بود. پس از اینکه شارل دو گل جمهوری پنجم فرانسه را تأسیس کرد و به ریاست جمهوری برگزیده شد به آمریکا پیشنهاد کرد کمیته‌ای سه جانبه با شرکت فرانسه و بریتانیا در ناتو تشکیل شود و به تصمیم‌گیری در مورد سیاست استفاده از بمب اتم بپردازد که با جواب منفی آمریکا مواجه شد. پس ازین مخالفت دوگل با آمریکا در سازمان ناتو صراحت بیشتری به خود گرفت و در سال ۱۹۶۶ در مخالفت به دکترین مک‌نامارا (دکترین پاسخ منعطف) فرانسه از پیمان نظامی ناتو خارج شد، چرا که این دکترین در تنش‌های بین شرق و غرب امنیت آمریکا را به ضرر امنیت اروپا تقویت می‌کرد.

### طلوع ژاپن و چین
توسعه روابط دیپلماتیک چین با کشورهای چون کانادا، یوگسلاوی، ایران، ایتالیا و ترکیه که از سال ۱۹۷۰ آغاز شده بود با ورود این کشور به سازمان ملل متحد و احراز کرسی شورای امنیت در اکتبر ۱۹۷۱ چین را در ردیف کشورهای بزرگ جهان قرار داد. سخنرانی دنگ شیائوپینگ در آوریل ۱۹۷۴ در سازمان ملل متحد نشان داد که چین دیگر تقسیم‌بندی جهان دوقطبی را قبول ندارد. نزدیکی چین کمونیست به آمریکا در دوران ریاست جمهوری نیکسون نیز ضربه سختی به وجهه بین‌المللی شوروی وارد ساخت.
ژاپن از سوی دیگر توانست تا پایان دهه شصت میلادی از لحاظ اقتصادی خود را به سطح بزرگ‌ترین کشورهای جهان برساند و به الگوی اقتصادی دیگر کشورها تبدیل شود. دیپلماسی ژاپن به شدت از مسائل اقتصادی سرچشمه می‌گرفت و در نتیجه تلاش کرد تا با دور شدن از آمریکا، بازاری برای خود در بین کشورهای بلوک شرق بیابد.

### بهبود روابط و آشتی
مشخصه اصلی دوره آشتی در جنگ سرد میانجیگری و آرامش نسبی بود. در یکی از صلح‌آمیزترین تلاش‌ها ویلی برانت صدراعظم جمهوری فدرال آلمان سیاست خارجی موسوم به سیاست شرقی (Ostpolitic) را گسترش داد. اگون بهر معمار این طرح و مشاور برانت این سیاست را با عنوان «تغییر و ایجاد روابط حسنه» سازماندهی کرد؛ ولی برکناری والتر اولبریخت توسط اریک هانکر رهبر آلمان شرقی در ۳ مه ۱۹۷۱ نشان داد که محدودیت‌هایی برای آشتی وجود دارد.

### رقابت فضایی
با آغاز جنگ سرد تسخیر فضا به‌عنوان نمادی از پیشرفت یکی از دو بلوک مطرح شد و رقابت فضایی شکل گرفت. اتحاد شوروی در ۱۲ آوریل ۱۹۶۱ با فرستادن یوری گاگارین به فضا گام نخست را برداشت و آمریکا ۸ سال بعد در ۱۷ ژوئیه ۱۹۶۹ با قدم گذاشتن نیل آرمسترانگ بر ماه به این رقابت پایان داد.

### مسئله حقوق بشر
حقوق بشر دست‌آویزی بود که آمریکا می‌توانست در شرایط وخامت در آنسوی پرده آهنین به ویژه پس از کنفرانس هلسینکی از آن استفاده کند و نتایج مطلوبی برای این کشور به بار آورد.

## جنگ سرد دوم

وضعیت روابط متنوع جنگ سرد در سال ۱۹۸۰. برای جزئیات بیشتر به راهنمای نقشه مراجعه کنید.

در پشت این جو آرام، هر یک از ابرقدرت‌ها به دنبال تضعیف دیگری و افزایش حوزه نفوذ خود بودند. در فاصله زمانی میان تجاوز شوروی سابق به افغانستان در دسامبر ۱۹۷۹ و به قدرت رسیدن میخائیل گورباچف در شوروی در مارس ۱۹۸۵، روابط بین ابرقدرت‌ها پس از آشتی دهه ۱۹۷۰ به «سردی» گرائید. به دلیل افزایش تنش بین بلوک شرق و غرب گاهی به این دوره «جنگ سرد دوم» می‌گویند. حمله سال ۱۹۷۹ شوروی سابق به افغانستان برای پشتیبانی از رژیم کمونیستی نوپای این کشور موجب واکنش بسیاری از کشورها و تحریم گسترده بازیهای المپیک ۱۹۸۰ مسکو توسط بسیاری از کشورهای غربی گردید. تجاوز شوروی منجر به درگیری طولانی مجاهدین مسلمان (تحت حمایت ایالات متحده و کشورهای دیگر) با ارتش شوروی شد که تا پایان دهه ۱۹۸۰ ادامه داشت.
در سال ۱۹۷۹ متحدان ناتو که از استقرار موشک‌های هسته‌ای میان‌برد اس‌اس-۲۰ نگران بودند توافق کردند که به مذاکرات محدودسازی جنگ‌افزار راهبردی (سالت دو) ادامه دهند تا تعداد موشک‌های هسته‌ای مورد استفاده را محدود کنند؛ در عین حال آن‌ها تهدید کردند که اگر مذاکرات شکست بخورد، ۵۰۰ دستگاه موشک کروز و «پرشینگ دو» را در آلمان غربی و هلند مستقر می‌کنند. در همین حال جیمی کارتر برای این که سنای آمریکا را متقاعد به تصویب سالت دو کند و نشان دهد آمریکا چندان هم مقابل شوروی کوتاه نیامده دستور ساخت موشک‌های بسیار مدرن «ام ایکس» را صادر کرد. این اقدام نه تنها منجر به شکست سالت دو شد که واکنش شوروی در توسعه هواپیماهای شلیک از پشت شد. در مقال ناو نیز در نشست زمستان ۱۹۷۹ خود مسئله استقرار موشک‌های «پرشینگ دو» در اروپا را تصویب کرد. استقرار برنامه‌ریزی شده «پرشینگ دو» با مخالفت شدید و گسترده افکار عمومی اروپا مواجه شد و در چند کشور اروپایی تظاهرات بی‌سابقه‌ای رخ داد.
موشک‌های «پرشینگ دو» از ژانویه ۱۹۸۴ در اروپا مورد استفاده قرار گرفتند اما استفاده از آن‌ها در آغاز اکتبر ۱۹۸۸ متوقف شد.
نومحافظه‌کاران علیه سیاست‌های زمان نیکسون و کارتر در قبال شوروی سابق موضع گرفتند. بسیاری از آن‌ها که با سناتور جنگ‌طلب دمکرات به نام هنری ام. جکسون همراه شده بودند، به رئیس‌جمهور (کارتر) فشار آوردند که از موضع مقابله با شوروی برخورد کند. آن‌ها در نهایت از رونالد ریگان و جناح محافظه‌کار جمهوری‌خواهان که به جلوگیری از گسترش شوروی متعهد شده بودند حمایت کردند.
انتخاب مارگارت تاچر به عنوان نخست‌وزیر بریتانیا در سال ۱۹۷۹ و به دنبال آن انتخاب رونالد ریگان به عنوان رئیس‌جمهور آمریکا در سال ۱۹۸۰، باعث به قدرت رسیدن دو جنگجوی سرسخت در رأس رهبری دنیای غرب شد.
دیگر رخدادهای مهم این دوره که بر جنگ سرد تأثیر گذاشتند شامل ابتکار دفاع راهبردی (مشهور به جنگ ستارگان) و اتحادیه تجاری سولیداریتی بودند.

### جنگ اعراب و اسرائیل
نفوذ شوروی در جهان عرب در لیبی با روی کار آمدن قذافی، در عراق با کودتای البکر، در سوریه با روی کار آمدن حافظ اسد و حتی در مصر تا پیش از ۱۹۷۲ که سادات کارشناسان روسی را اخراج کرد رو به افزایش بود. این کشورها که با سلاح روسی مجهز شده بودند در ۱۹۷۳ حمله‌ای علیه اسرائیل تدارک دیدند که به جنگ کیپور مشهور است. ابتدا پیروزی با اعراب بود، اما اسرائیل به زودی خود را بازیافت و توانست ارتش سوم مصر و بندر سوئز را به محاصره خود درآورد. شوروی قصد خود را برای مداخله درین جنگ اعلام داشت ولی با واکنش سخت آمریکا مواجه شد. روز ۲۵ اکتبر در حالی که اختلاف شوروی و آمریکا به اوج خود رسیده بود، سازمان ملل برای دومین بار درخواست آتش‌بس کرد که با موافقت دو طرف به پایان جنگ منجر شد.

### تقویت نظامی آمریکا
ریگان در ۲۳ مارس ۱۹۸۳ خطاب به دانشمندان آمریکا پیشنهاد کرد برای مقابله با موشک‌های بالستیک شوروی که به جانب ما نشانه‌گیری شده‌اند باید مطالعات وسیعی صورت گیرد که نتیجه آن انقلابی در صنعت موشک‌های ضدموشک بود. پیشنهاد ریگان که به ابتکار دفاع استراتژیک یا جنگ ستارگان معروف شد عبارت بود از انهدام موشک‌ها با اشعه لیزر و ۲۶ میلیون دلار اعتبار نیز برای مرحله اول این تحقیقات منظور شد. متحدان اروپایی و دموکرات‌ها با این طرح مخالفت کردند و شوروی نیز خود را باخت و پیشنهاد مذاکره داد. آمریکا برای قانع کردن متحدان اروپایی خود طرح جایگزینی به نام ابتکار دفاع متعارف را مطرح کرد.
آمریکا که در ۱۹۸۰ از نظر نظامی ضعیف تر از شوروی بود در ۱۹۸۶ کاملاً بر شوروی برتری داشت. ضعف نظامی شوروی به همراه ضعف شدید اقتصادی این کشور را مجبور مماشات با آمریکا و درانداختن طرح جدیدی برای نظام اقتصادی و سیاسی خود شد که این آغازگر دوره جدید تشنج‌زدایی است.

### دوره تشنج‌زدایی جدید
وحدت اروپای غربی در قالب بازار مشترک، ظهور چین و ژاپن و تحولات جهان سوم مانند جنبش عدم تعهد و جنگ ایران و عراق انحصار دو ابرقدرت در امور جهان را از بین برده و شاخص محور واشینگتن-مسکو را برای تحلیل رویدادهای بین‌المللی ناکافی جلوه دادند. در نیکاراگویه ساندنیستها با وجود گرایش سوسیالیستی سیاست مستقلی را دنبال می‌کردند. در شمال آفریقا کنش‌های لیبی از نظر سیاست جهانی خودسرانه جلوه می‌کرد. در خاورمیانه صدام حسین و حافظ اسد برای استفاده از تضادهای نظام بین‌الملل تلاش می‌کردند و سیاست‌های اسرائیل نیز همواره با سیاست عرب‌گرایی آمریکا هم‌خوانی نداشت.
در صورت فقدان یک تفاهم اساسی میان دو ابرقدرت، اروپای متحد می‌توانست با استفاده از ضعف‌های اقتصادی آمریکا و شوروی به سرعت بر توان خود افزوده و به فتح بسیاری از بازارهای بین‌المللی بپردازد؛ لذا یکی از انگیزه‌های اولیه گفتگوی بین دو متحد جلوگیری از ایجاد چنین اتحادی بود که نه مقبول آمریکا بود و نه خوشایند شوروی؛ بنابراین توافق‌های دهه ۸۰ نه به دلیل حسن نیت و نه به دلیل صلح‌طلبی، که به لحاظ منافع مشترک در مقابل تهدیدهای مشترکی که متوجه آن‌ها بود شکل گرفت. خیزش جهان سوم نیز اقتضا می‌کرد آمریکا هر روز بودجه بیشتری برای مبارزه با جنبش‌های استقلال‌طلبانه و حرکت‌های انقلابی در کشورهای که جزء حوزه نفوذ این کشور به‌شمار می‌رفتند اختصاص دهد و این در حالی بود که کسری بودجه آمریکا ارقام نگران‌کننده‌ای نشان می‌داد. سهم آمریکا از تولید جهانی که در دهه ۱۹۵۰ حدود ۴۰ درصد بود در دهه ۱۹۸۰ به ۲۲ درصد کاهش یافته بود و این نشانگر افول جدی قدرت اقتصادی آمریکا بود.
مشکلات داخلی شوروی به مراتب پیش از مشکلات داخلی آمریکا در آغاز دوران جدید تنش زدایی تأثیر گذاشت. سوء عملکرد سیستم اقتصادی شوروی که پس از ۱۸ سال برژوینیسم جامعه شوروی را با بحران سیستماتیک بسیار وخیمی مواجه کرده بود رهبران شوروی را به ایجاد تغییرات اساسی مجبور کرد.
دراین میان رونالد ریگان در دوره دوم ریاست جمهوری خود چهار بار با گورباچف دیدار کرد و نومحافظه‌کاران را شگفت زده نمود. این دیدارها عبارت بود از:
- در ۱۹۸۵ در ژنو دربارهٔ ممنوعیت ساخت و به‌کارگیری سلاح‌های شیمیایی و دربارهٔ نقش دو کشور در حفظ صلح جهانی
- در ۱۹۸۶ در ویکیاویک دربارهٔ تخلیه اروپا از سلاح‌های اتمی در مقابل توقف برنامه جنگ ستارگان به توافق‌های اولیه دست یافتند.
- در ۱۹۸۷ در واشینگتن قراردادی دربارهٔ حذف موشک‌های میان‌برد اتمی امضا شد.
- در ۱۹۸۹ در مسکو، قرارداد مربوط به موشک‌های میان‌برد امضای نهایی شد و مذاکرات مربوط به حذف نیمی از موشک‌های استراتژیک دوربرد (استارت) نیز آغاز شد.

درین دوره تحریم‌های اقتصادی مربوط به ورود شوروی به افغانستان ملغی شد و به روابط دو کشور ابعاد تازه بخشید. مذاکرات خلع سلاح ادامه یافت و به سلاح‌های متعارف نیز تسری پیدا کرد، روابط شوروی و چین تا حد زیادی بهبود پیدا کرد، نیروهای ویتنام خاک کامبوج را ترک کردند و ایران مجبور به پذیرش قطعنامه ۵۹۸ شد.

## پایان جنگ سرد
پایان جنگ سرد با به قدرت رسیدن میخائیل گورباچف به عنوان رهبر شوروی سابق در سال ۱۹۸۵ آغاز شد.
رویدادهای این دوره عبارت‌اند از: حادثه چرنوبیل در سال ۱۹۸۶، پاییز ملت‌ها که شامل فروپاشی دیوار برلین در سال ۱۹۸۹ بود، عملیات کودتای ۱۹۹۱ شوروی سابق و فروپاشی اتحاد جماهیر شوروی.
دیگر حوادث این دوره شامل پیاده‌سازی سیاست‌های گلاسنوست و پرسترویکا (بازسازی)، نارضایتی عمومی از جنگ شوروی در افغانستان و آثار اقتصادی سیاسی حادثه چرنوبیل در سال ۱۹۸۶ است.
پس از درگذشت پیاپی سه رهبر پیر شوروی از سال ۱۹۸۲، پولیتبورو (مهم‌ترین کمیته تصمیم‌گیری حزب کمونیست) گورباچف جوان را به عنوان رئیس حزب کمونیست برگزید و نسل جدیدی از رهبری به وجود آمد. در دوره گورباچف فن‌سالاران نسبتاً جوان به سرعت قدرتمند شدند، به آزادسازی اقتصادی و سیاسی شتاب بخشیدند و به ترویج روابط صمیمانه و بازرگانی با غرب پرداختند. با به قدرت رسیدن گورباچف تنش‌های شرق و غرب به سرعت کاهش یافت.
گورباچف رویکردی دوگانه برای همکاری با غرب و بازسازی اقتصادی (پرسترویکا) و شفافیت (گلاسنوست) در داخل شوروی اتخاذ کرد. سیاست خارجی گورباچف که طرح خانه مشترک اروپایی نامیده می‌شد تلاش داشت با همکاری و دوستی با کشورهای اروپای غربی اولاً فلسفه وجودی ناتو را از بین ببرد و سپس پای آمریکا را از اروپا قطع کند. وی قصد داشت جامعه مشترک اروپا را در مقیاسی عظیم تر که شامل همه کشورهای اروپایی از جمله شوروی می‌شد و همکاری همه‌جانبه را بر محور مسکو-برلین جریان دهد، یعنی مسکو پایتخت نظامی و برلین پایتخت اقتصادی اروپای واحد باشد. این اندیشه یادآور قرارداد راپالو در سال ۱۹۲۲ بین آلمان و شوروی بود که در آن شوروی از تکنولوژی آلمان بهره می‌گرفت و آلمان از خاک شوروی برای آزمایش‌های نظامی استفاده می‌کرد. برگ برنده گورباچف وحدت دو آلمان بود. او چنین محاسبه کرده بود که با وحدت دو آلمان، این کشور از ناتو خارج شده و از همسایگانش، فرانسه و بریتانیا که از قدرت این کشور به هراس افتاده‌اند فاصله خواهد گرفت.
به این ترتیب گورباچف قصد داشت با یک تیر دو نشان بزند؛ از یک سو بازار مشترک را متلاشی خواهد کرد و با اعضای آن وارد قراردادهای تجاری خواهد شد و از سوی دیگر با دادن تضمین و اعتماد لازم به این کشورها، ناتو را از کار خواهد انداخت. ایالات متحده آمریکا هم با این برنامه مخالفتی نداشت، چرا که هم در اردوگاه شرق شکافی ایجاد می‌کرد و هم رقیب اقتصادی این کشور، یعنی بازار مشترک با چالش جدیدی روبرو می‌شد. دیوار برلین در ۹ نوامبر ۱۹۸۹ برچیده شد و با مذاکرات دو آلمان و شوروی که بعدها با حضور آمریکا، فرانسه و بریتانیا با نام مذاکرات ۲+۴ مشهور شد وحدت دو آلمان را تحقق بخشید.
ولی این رویدادها در انتها باعث شد که گورباچف نتواند کنترل مرکزی بر ایالت‌های عضو پیمان ورشو را تقویت کند و در سال ۱۹۸۹ دولت‌های کمونیست اروپای شرقی یک به یک سرنگون شدند. در لهستان، مجارستان و بلغارستان اصلاحات دولت باعث پایان صلح‌آمیز حاکمیت کمونیست‌ها و استقرار دمکراسی شد. تظاهرات گسترده در چکسلواکی باعث سرنگونی کمونیست‌ها در این کشور گردید. در رومانی یک قیام عمومی باعث سرنگونی رژیم نیکلای چائوشسکو و اعدام او در ۲۵ دسامبر ۱۹۸۹ شد. کشورهای بلاروس، لتونی، لیتوانی، اوکراین و استونی و در نهایت کشورهای قفقاز (گرجستان، ارمنستان و جمهوری آذربایجان) و آسیای مرکزی یکی پس از دیگری استقلال خود را اعلام کردند. شوروی (روسیه) نیز خود با ایدئولوژی مارکسیسم وداع کرد و پذیرای رژیمی دموکراتیک و لیبرال شد.
تاریخ‌دانان بیشتر بر این باورند که از علل عمده فروپاشی اتحاد جماهیر شوروی صرف هزینه‌های سنگین در فناوری نظامی بود که شوروی در پاسخ به افزایش توان نظامی ناتو در دهه ۱۹۸۰ آن را ضروری می‌دانست. خود گورباچف تصریح می‌کند که هزینه‌های دفاعی یک دلیل عمده اعمال اصلاحات در شوروی بود و می‌گوید: «من فکر می‌کنم همه ما و به خصوص شوروی جنگ سرد را باختیم. هر یک از ما ۱۰ تریلیون دلار هزینه کردیم».

## فناوری
یک ویژگی اصلی جنگ سرد، رقابت جنگ‌افزاری میان کشورهای عضو پیمان ورشو و کشورهای عضو ناتو بود این رقابت منجر به کشف‌های علمی عمده در زمینه‌های فناوری و نظامی شد.
برخی از پیشرفت‌های انقلابی خاص، در حوزه سلاح‌های هسته‌ای و راکت انجام شد که منجر به رقابت فضایی گردید (بسیاری از راکت‌هایی که برای فرستادن انسان‌ها و ماهواره‌ها به کار می‌رفتند در اصل برمبنای طراحی‌های نظامی این دوره ساخته شده بودند)
حوزه‌های دیگری که در آن مسابقه جنگ‌افزاری رخ داد عبارت‌اند از: جنگنده‌های جت، بمب‌افکنها، سلاح‌های شیمیایی، سلاح‌های بیولوژیک، جنگ‌افزار ضدهوایی، موشک‌های زمین به زمین (شامل موشک‌های بالستیک)، موشک‌های ضد بالیستیک، سلاح‌های ضد تانک، زیردریاییها، جنگ‌افزارهای ضد زیردریایی، موشک‌های بالستیک پرتاب شونده از زیردریایی، هوش الکترونیکی، هوش سیگنال‌ها، هواپیمای شناسایی، ماهواره‌های جاسوسی.

## تضمین نابودی دو طرف
یکی از ویژگی‌های اصلی مسابقه جنگ‌افزاری هسته‌ای (به خصوص پس از استفاده گسترده از آی سی بی امهای هسته‌ای با این فرض غلط که بمب افکن دارای خدمه به‌طور مرگباری در مقابل موشک‌های زمین به هوا/اس ای ام آسیب‌پذیر هستند) مفهوم ترس از «نابودی تضمین شده» و بعداً نابودی تضمین شده هر دوطرف یا MAD بود.
مفهوم این ایده این بود که بلوک غرب به بلوک شرق حمله نمی‌کند و برعکس؛ چرا که هر دو طرف برای نابودی کامل طرف دیگر و غیرقابل سکونت کردن سیاره زمین به اندازه کافی جنگ‌افزار هسته‌ای دارند؛ بنابراین آغاز حمله از سوی هر دو طرف به معنای خودکشی بود و در نتیجه هیچ‌کس این کار را انجام نمی‌داد. با افزایش تعداد و دقت سامانه‌های آفندی به ویژه در مراحل نهایی جنگ سرد، امکان‌پذیری نظریه اولین حمله، نظریه خودداری را ضعیف کرد. هدف اولین حمله این است که نیروهای هسته‌ای دشمن را به اندازه‌ای تضعیف کند که پاسخ تلافی‌جویانه زیان‌های «قابل قبولی» داشته باشد.

## اطلاعات جاسوسی
نیروهای نظامی کشورهای درگیر، به ندرت به‌طور مستقیم در جنگ سرد شرکت می‌کردند؛ این نبرد بیشتر توسط آژانس‌های اطلاعاتی مانند سیا (آمریکا)، سازمان اطلاعات مخفی بریتانیا (انگلستان)، سرویس اطلاعات فدرال (آلمان غربی)، اشتازی (آلمان شرقی) و کاگ‌ب (شوروی) انجام می‌شد.
از توانایی‌های اشلون (سازمان اطلاعاتی مشترک ایالات متحده و انگلستان که در جنگ جهانی دوم ایجاد شد) ضد شوروی، چین و هم‌پیمانان آن‌ها استفاده می‌شد.
بر پایه گفته‌های سیا بیشتر فناوری‌های کشورهای کمونیست شامل تقلیدهایی از فراورده‌های غربی بود که آن‌ها را به‌طور قانونی خریداری یا از طریق یک برنامه جاسوسی گسترده تهیه کرده بودند. کنترل شدیدتر صادرات فناوری غربی از طریق COCOM و عرضه فناوری معیوب به دلال‌های کمونیست پس از کشف پرونده فیرول در سرنگونی بلوک کمونیسم نقش داشت.

## روزهای حساس و مهم[۵۴]

### رزمایش کمانگیر کاردان
در تاریخ ۲ نوامبر ۱۹۸۳ ناتو در سطح فرماندهی مانوری ده روز آغاز کرد که نام رمز آن «کمانگیر کاردان» (Able Archer 83) بود. در طرح این مانور مسئله آمادگی برای شرایط وخیم در صورت بروز جنگی اتمی با اتحاد شوروی نیز گنجانده شده بود. قرار بود حتی رهبران دولت‌ها مانند هلموت کهل، صدراعظم آلمان و مارگرت تاچر، نخست‌وزیر بریتانیا نیز در جریان آن قرار گیرند؛ ولی این ماجرا به سوءتفاهمی سنگین منجر گردید.

### آژیر خطر در پیمان ورشو
از طریق اطلاعات سرویس‌های مخفی برای بلوک شرق این سوءتفاهم پیش آمد که ناتو واقعاً قصد یک حمله اتمی دارد. به‌ویژه شرکت رهبران دولت‌ها، نظامیان را به اشتباه انداخته بود. پیمان ورشو نیروهای خود را در اروپای شرقی و جمهوری دمکراتیک آلمان به حال آماده‌باش درآورد. در پی آن ناتو متوجه شد که با صلح جهانی بازی کرده‌است و از انجام برخی مراحل مانور خود چشم‌پوشی کرد.

### هدف قرار دادن هواپیمای مسافربری کره جنوبی
در تاریخ ۱ سپتامبر ۱۹۸۳ اتحاد شوروی سهواً یک هواپیمای مسافربری کره جنوبی را هدف قرار داد و سرنگون ساخت. ۲۶۹ سرنشین این هواپیما کشته شدند. این پیشامد به یخبندان تازه‌ای در مناسبات میان ایالات متحده آمریکا و اتحاد شوروی انجامید. سپس ماجرای نقص فنی در کامپیوتر پیش آمد.

### هوشیاری سرهنگ استانیسلاو پتروف
سرهنگ استانیسلاو پتروف در تاریخ ۲۶ سپتامبر ۱۹۸۳ مشغول خدمت در پناهگاهی زیرزمینی در نزدیکی مسکو بود. ناگهان آژیر خطر به صدا درآمد و کامپیوتر موشکی اتمی را نشان داد که ظاهراً در همان لحظه از پایگاهی در آمریکا شلیک شده بود. دستورهایی که برای این شرایط به زبده‌نظامیان داده شده کاملاً روشن بود. در شرایط جدی فقط نیم‌ساعت فرصت تا وارد شدن ضربه‌ای مصیبت‌بار باقی می‌ماند. باید حمله متقابل آغاز می‌شد.
این سرهنگ اما معتقد بود که اشتباهی رخ داده و به هیچ اقدامی دست نزد. لحظاتی بعد که برای او مانند عمری سپری شد، سیستم‌های کنترل نشان دادند که حق با او بوده و آژیر خطر اشتباهی به صدا درآمده‌است. ماهواره‌های جاسوسی اشتباهاً بازتاب نور خورشید را به منزله یک حمله موشکی ارزیابی کرده بودند. تنها در سال ۱۹۹۸ جهان از دلیری سرهنگ پتروف آگاه شد و در سال ۲۰۱۱ جایزه رسانه‌ای آلمان به نشانه ستایش به او اعطا شد.

### ۲۰۰۰ موشک در پرواز
خطای مشابهی در تاریخ ۹ نوامبر ۱۹۷۹ در طرف مقابل صورت گرفت. یک سیستم هشداردهنده آمریکایی اعلام کرد که ۲۲۰ موشک اتمی به سوی آمریکا در پروازند. بعداً تعداد این موشک‌ها حتی ۲۰۰۰ فروند اعلام شد. جیمی کارتر، رئیس‌جمهور وقت آمریکا در جریان این رویداد قرار گرفت؛ ولی بعد معلوم شد که یکی از تکنیسین‌ها سهواً داده‌های مربوط به شبیه‌سازی (سیمولاسیون) یک حمله اتمی را وارد سیستم کرده‌است.

### هراس از بروز جنگ جهانی سوم
جهان حساس‌ترین روزهای جنگ سرد را در پاییز سال ۱۹۶۲ تجربه کرد. به‌رغم هشدار جان اف کندی رئیس‌جمهوری وقت آمریکا، اتحاد شوروی سکوهای پرتاب موشک‌های اتمی خود را در کوبا، یعنی در نزدیکی آمریکا مستقر کرد. آمریکا با یک محاصره دریایی به این اقدام واکنش نشان داد. زیردریایی‌ها و کشتی‌ها جنگی دو طرف در آب‌های کارائیب مراقب یکدیگر و مترصد حمله بودند. به نظر می‌رسید که جنگی اتمی بسیار محتمل است.

### خط ارتباطی مستقیم برای لحظات حساس
در تاریخ ۲۸ اکتبر ۱۹۶۲ خبر آرام‌کننده منتشر شد: خروشچف رهبر شوروی اعلام آمادگی کرد که موشک‌های خود را از کوبا خارج کند. ایالات متحده آمریکا از حمله نظامی به کوبا چشم‌پوشی کرد. نتیجه این بحران ایجاد خط ارتباطی مستقیم میان واشینگتن و مسکو برای لحظات حساس و خطرناک بود. چنین چیزی در زمان ماجرای دیوار برلین برای شهروندان این شهر یک رؤیا بود.

### گذرگاه مرزی میان دو برلین: صف‌آرایی تانک‌ها در برابر هم
در معروف‌ترین گذرگاه مرزی میان دو برلین به نام «ایست‌بازرسی چارلی» در اکتبر ۱۹۶۱ زورآزمایی دیگری میان دو ابرقدرت درگرفت. چندی پس از ساختن دیوار برلین وضعیت پیش آمده می‌توانست خاک آلمان را به یک صحنه کارزار اتمی تبدیل کند. این بحران به دلیل کنترل گذرنامه یک دیپلمات آمریکایی توسط یک مرزبان جمهوری دمکراتیک آلمان بروز کرد. دیپلمات آمریکایی چنان خشمگین شده بود که ژاندارمری آمریکا را به محل فراخواند.
در پی آن شوروی تانک‌های خود را به خیابان «فریدریش» در بخش شرقی برلین فرستاد. لوسیوس کلی، فرستاده ویژه آمریکا در برلین نیز متقابلاً تانک‌های آمریکایی را به «چک‌پوینت چارلی» گسیل داشت. بدین‌سان دو ابرقدرت عملاً رویاروی یکدیگر قرار گرفتند. آن‌ها با جنگ فقط چند متر فاصله داشتند؛ ولی در تاریخ ۲۸ اکتبر هر دو طرف کوتاه آمدند و تانک‌های خود را عقب کشیدند. البته هر دو بعداً خود را برنده این ماجرا معرفی کردند.

### جنبش صلح در آلمان
وخیم شدن اوضاع در ماجرای «چک‌پوینت چارلی» و بحران کوبا هراس بسیاری از آلمانی‌ها را برانگیخت، ولی افکار عمومی از رویدادهای پاییز ۱۹۸۳ خیلی دیرتر آگاه شد. بسیاری به موازنه هسته‌ای اعتماد نداشتند. سال ۱۹۸۳ یعنی سالی که جهان از نزدیک یک جنگ اتمی عبور کرد، به عنوان سالی تعیین‌کننده برای جنبش صلح در آلمان وارد تاریخ شد.

## واژه‌نامه
1. ↑  Tribune
2. ↑  James Burnham
3. ↑  Herbert Bayard Swope
4. ↑  Justus D. Doenecke
5. ↑  Mark A. Stoler
6. ↑  William Bullitt

### کتاب‌ها
- Andrew, Christopher M.; Gordievsky, Oleg (1991). KGB: The Inside Story of Its Foreign Operations from Lenin to Gorbachev. HarperPerennial. ISBN 978-0-06-092109-5.
- Andrew, Christopher; Mitrokhin, Vasili (2000). The Sword and the Shield: The Mitrokhin Archive and the Secret History of the KGB. Basic Books.
- Aarons, Mark (2007). "Justice Betrayed: Post-1945 Responses to Genocide".  In David A. Blumenthal; Timothy L. H. McCormack (eds.). The Legacy of Nuremberg: Civilising Influence or Institutionalised Vengeance? (International Humanitarian Law). Martinus Nijhoff Publishers. p. 80. ISBN 978-90-04-15691-3.
- Blum, William (2006). Rogue State: A Guide to the World's Only Superpower (به انگلیسی) (3rd ed.). Common Courage Press. ISBN 978-1-56751-374-5.
- Blumberg, Arnold (1995). Great Leaders, Great Tyrants?: Contemporary Views of World Rulers Who Made History. Westport, Connecticut: Greenwood Press. ISBN 978-0-313-28751-0.
- Boller, Paul F. (1996). Not So!: Popular Myths about America from Columbus to Clinton. Oxford UP. ISBN 978-0-19-510972-6.
- Breslauer, George W. (2002). Gorbachev and Yeltsin as Leaders. ISBN 978-0-521-89244-5.
- Bronson, Rachel (2006). Thicker Than Oil: America's Uneasy Partnership with Saudi Arabia (به انگلیسی). Oxford University Press. ISBN 978-0-19-536705-8.
- Bulmer-Thomas, Victor (1987). -0521342848 The Political Economy of Central America since 1920. Cambridge: Cambridge University Press. ISBN 978-0-521-34284-1. {{cite book}}: Check |url= value (help)
- Carlton, David (16 March 2000). Churchill and the Soviet Union. Manchester University Press. ISBN 978-0-7190-4107-5 – via Google Books.
- Chandler, David (2000). Brother Number One: A Political Biography of Pol Pot, Revised Edition. Chiang Mai, Thailand: Silkworm Books.
- Chretien, Todd (2017). Eyewitnesses to the Russian Revolution (به انگلیسی). Haymarket Books. ISBN 978-1-60846-880-5.
- Combs, Jerald A. (2015). The History of American Foreign Policy from 1895 (به انگلیسی). Routledge. ISBN 978-1-317-45641-4.
- Cook, Bernard A. (2001), Europe Since 1945: An Encyclopedia, Taylor & Francis, ISBN 0-8153-4057-5
- Cotton, James (1989). The Korean war in history. Manchester University Press ND. ISBN 978-0-7190-2984-4.
- Cox, Michael (1990). Beyond the Cold War: Superpowers at the Crossroads. University Press of America. ISBN 978-0-8191-7865-7.
- Craig, Campbell; Logevall, Fredrik (5 March 2012). America's Cold War: The Politics of Insecurity (به انگلیسی). Harvard University Press. ISBN 978-0-674-05367-0.
- Cummings, Richard H. (2010). Radio Free Europe's "Crusade for freedom": Rallying Americans behind Cold War Broadcasting, 1950–1960. Jefferson, NC: McFarland & Co. ISBN 978-0-7864-4410-6.
- Dallek, Robert (2007). Nixon and Kissinger: Partners in Power. New York: HarperCollins. ISBN 978-0-06-072230-2.
- Diggins, John P. (2007). Ronald Reagan: Fate, Freedom, And the Making of History. W.W. Norton. ISBN 978-0-393-06022-5.
- Dinan, Desmond (16 September 2017). Europe Recast: A History of European Union. pp. 40–. ISBN 978-1-137-43645-0.
- Dobrynin, Anatoly (2001). In Confidence: Moscow's Ambassador to Six Cold War Presidents. University of Washington Press. ISBN 978-0-295-98081-2.
- Dominguez, Jorge I. (1989). To Make a World Safe for Revolution: Cuba's Foreign Policy. Harvard University Press. ISBN 978-0-674-89325-2.
- Dowty, Alan (1989). Closed Borders: The Contemporary Assault on Freedom of Movement. [ale University Press. ISBN 0-300-04498-4.
- Duke, Simón (1989). United States Military Forces and Installations in Europe. Oxford University Press. ISBN 978-0-19-829132-9.
- Erlich, Reese (2008). Dateline Havana: The Real Story of U.S. Policy and the Future of Cuba. Sausalito, California: PoliPoint Press. ISBN 978-0-9815769-7-8.
- Fehrenbach, T.R. (2001). This Kind of War: The Classic Korean War History (Fiftieth Anniversary ed.). Washington, D.C.: Potomac Books. ISBN 978-1-57488-334-3.
- Friedman, Norman (2007). The Fifty-Year War: Conflict and Strategy in the Cold War. Naval Institute Press. ISBN 978-1-59114-287-4.
- Fritsch-Bournazel, Renata (1990). Confronting the German question: Germans on the East-West divide (به انگلیسی). Berg. ISBN 978-0-85496-100-9.
- Gaddis, John Lewis (1990). Russia, the Soviet Union and the United States. An Interpretative History. McGraw-Hill. ISBN 978-0-07-557258-9.
- Gaddis, John Lewis (2005). The Cold War: A New History. Penguin Press. ISBN 978-1-59420-062-5.
- Garthoff, Raymond (1994). Détente and Confrontation: American-Soviet Relations from Nixon to Reagan. Brookings Institution Press. ISBN 978-0-8157-3041-5.
- Gasiorowski, Mark J.; Byrne, Malcolm (2004). Mohammad Mosaddeq and the 1953 Coup in Iran (به انگلیسی). Syracuse University Press. ISBN 978-0-8156-3018-0.
- Gerard, Emmanuel (2015). Death in the Congo (به انگلیسی). Harvard University Press. ISBN 978-0-674-74536-0.
- Gerolymatos, André (2017). An International Civil War: Greece, 1943–1949 (به انگلیسی). Yale University Press. ISBN 978-0-300-18060-2.
- Ghodsee, Kristen (2017). Red Hangover: Legacies of Twentieth-Century Communism. Duke University Press. ISBN 978-0-8223-6949-3.
- Gibbs, Joseph (1999). Gorbachev's Glasnost: The Soviet Media in the First Phase of Perestroika. Texas A&M University Press. ISBN 0-89096-892-6.
- Grandin, Greg (30 July 2011). The Last Colonial Massacre: Latin America in the Cold War, Updated Edition. University of Chicago Press. ISBN 978-0-226-30690-2.
- Grenville, J.A.S; Wasserstein, Bernard (1987). The Major International Treaties of the Twentieth Century. Routledge. ISBN 978-0-415-14125-3.
- Grenville, John Ashley Soames (2005), A History of the World from the 20th to the 21st Century, Routledge, ISBN 0-415-28954-8
- Halliday, Fred (2001). "Cold War". The Oxford Companion to the Politics of the World. Oxford University Press Inc.
- Hamann, Hilton (2007) [2003]. Days of the Generals. Cape Town: Struik Publishers. ISBN 978-1-86872-340-9.
- Harrison, Hope Millard (2003). Driving the Soviets Up the Wall: Soviet-East German Relations, 1953–1961. Princeton University Press. ISBN 0-691-09678-3.
- Haruki, Wada (29 March 2018). The Korean War: An International History. Rowman & Littlefield. ISBN 978-1-5381-1642-5.
- Heller, Henry (1 July 2006). The Cold War and the new imperialism: a global history, 1945-2005. Monthly Review Press. ISBN 978-1-58367-140-5.
- Herring, George C. (1973). Aid to Russia, 1941-1946: strategy, diplomacy, the origins of the cold war. Columbia University Press. ISBN 978-0-231-03336-7.
- Herring, George C. (28 October 2008). From Colony to Superpower: U.S. Foreign Relations since 1776. Oxford University Press. ISBN 978-0-19-974377-3.
- Heuveline, Patrick (2001). "The Demographic Analysis of Mortality Crises: The Case of Cambodia, 1970–1979". Forced Migration and Mortality. National Academies Press. pp. 102–105. ISBN 978-0-309-07334-9. As best as can now be estimated, over two million Cambodians died during the 1970s because of the political events of the decade, the vast majority of them during the mere four years of the 'Khmer Rouge' regime. This number of deaths is even more staggering when related to the size of the Cambodian population, then less than eight million.  ... Subsequent reevaluations of the demographic data situated the death toll for the [civil war] in the order of 300,000 or less.
- Hixson, Walter L. (2009). The Myth of American Diplomacy: National Identity and U.S. Foreign Policy (به انگلیسی). Yale University Press. ISBN 978-0-300-15013-1.
- Immerman, Richard H. (3 March 2014). The Hidden Hand: A Brief History of the CIA. Wiley. ISBN 978-1-118-83558-6.
- Hwang, Su-kyoung (30 August 2016). Korea's Grievous War (به انگلیسی). University of Pennsylvania Press. ISBN 978-0-8122-4845-6.
- Isby, David C.; Kamps, Charles Tustin (1985). Armies of NATO's Central Front (به انگلیسی). Jane's. ISBN 978-0-7106-0341-8.
- Itzigsohn, José (2000). Developing Poverty: The State, Labor Market Deregulation, and the Informal Economy in Costa Rica and the Dominican Republic. University Park, Pennsylvania: Penn State University Press. ISBN 978-0-271-02028-0.
- Jonas, Manfred (July 1985). The United States and Germany: A Diplomatic History. Cornell University Press. ISBN 0-8014-9890-2.
- Jones, Geoffrey (23 January 2014). "Firms and Global Capitalism".  In Neal, Larry; Williamson, Jeffrey G. (eds.). The Cambridge History of Capitalism: Volume 2, The Spread of Capitalism: From 1848 to the Present. Cambridge University Press. pp. 176–79. ISBN 978-1-316-02571-0.
- Jones, Howard (2009). Crucible of Power: A History of American Foreign Relations from 1945. Lanham: Rowman & Littlefield. ISBN 978-0-7425-6454-1.
- Kalinovsky, Artemy M. (2011). A Long Goodbye: The Soviet Withdrawal from Afghanistan. Harvard University Press. ISBN 978-0-674-05866-8.
- Kalnins, Mara (2015). Latvia: A Short History. Hurst. ISBN 978-1-84904-606-0.
- Karabell, Zachary (1999). Architects of Intervention: The United States the Third World and the Cold War 1946-1962. LSU Press. ISBN 978-0-8071-2341-6.
- Kempe, Frederick (2011). Berlin 1961. Penguin Group (US). ISBN 978-0-399-15729-5.
- Khanna, V.N. (2013). International Relations, 5th Edition. Vikas. ISBN 9789325968363.
- Kiernan, Ben (2003). "Twentieth-Century Genocides Underlying Ideological Themes from Armenia to East Timor".  In Robert Gellately, Ben Kiernan (ed.). The Specter of Genocide: Mass Murder in Historical Perspective. Cambridge University Press. ISBN 978-0-521-52750-7.
- Kinsella, Warren (1992). Unholy Alliances. Lester Publishing. ISBN 978-1-895555-24-0.
- Kinvig, Clifford (2007). Churchill's crusade: the British invasion of Russia, 1918-1920. Hambledon Continuum. ISBN 978-1-84725-021-6.
- Kinzer, Stephen (2003). All the Shah's men: an American coup and the roots of Middle East terror. Hoboken, N.J: J. Wiley & Sons. ISBN 978-0-471-67878-6.
- Koven, Steven G. (18 May 2015). Responsible Governance: A Case Study Approach. M.E. Sharpe. pp. 93–. ISBN 978-0-7656-2932-6.
- Kydd, Andrew H. (5 June 2018). Trust and Mistrust in International Relations. Princeton University Press. pp. 107–. ISBN 978-0-691-18851-5.
- LaFeber, Walter (1993). "Thomas C. Mann and the Devolution of Latin American Policy: From the Good Neighbor to Military Intervention".  In Thomas J. McCormick & Walter LaFeber (eds.). Behind the Throne: Servants of Power to Imperial Presidents, 1898–1968. University of Wisconsin Press. ISBN 0-299-13740-6.
- LaFeber, Walter (1993). America, Russia, and the Cold War, 1945–1992. McGraw-Hill. ISBN 978-0-07-035853-9.
- LaFeber, Walter (2002). America, Russia, and the Cold War, 1945–2002. McGraw-Hill. ISBN 978-0-07-284903-5.
- Layne, Christopher (2007). The Peace of Illusions: American Grand Strategy from 1940 to the Present (به انگلیسی). Cornell University Press. ISBN 978-0-8014-7411-8.
- Lechuga Hevia, Carlos (2001). Cuba and the Missile Crisis. Melbourne, Australia: Ocean Press. ISBN 978-1-876175-34-4.
- Lee, Stephen J. (1999). Stalin and the Soviet Union. Routledge. ISBN 978-0-415-18573-8.
- Lefeber, R.; Fitzmaurice, M.; Vierdag, E. W. (1991). The Changing political structure of Europe: aspects of international law. M. Nijhoff. ISBN 978-0-7923-1379-3.
- Leffler, Melvyn P. (September 2008). For The Soul of Mankind: The United States, the Soviet Union, and the Cold War. New York: Farrar, Strauss, and Giroux. ISBN 978-0-374-53142-3.
- Odom, William E. (2000). The Collapse of the Soviet Military (به انگلیسی). Yale University Press. ISBN 978-0-300-08271-5.
- Lendvai, Paul (2008). One Day that Shook the Communist World: The 1956 Hungarian Uprising and Its Legacy. Princeton University Press. ISBN 978-0-691-13282-2.
- Litwak, Robert (1986). Détente and the Nixon doctrine: American foreign policy and the pursuit of stability, 1969-1976. Cambridge Cambridgeshire New York: Cambridge University Press. ISBN 978-0-521-25094-8.
- Lüthi, Lorenz M. (2010). The Sino-Soviet Split: Cold War in the Communist World. Princeton UP. ISBN 978-1-4008-3762-5.
- Malkasian, Carter (2001). The Korean War: Essential Histories. Osprey Publishing. ISBN 978-1-84176-282-1.
- Mars, Perry; Young, Alma H (2004). Caribbean Labor and Politics: Legacies of Cheddi Jagan and Michael Manley. Detroit: Wayne State University Press. ISBN 978-0-8143-3211-5.
- McCauley, Martin (2008). Origins of the Cold War, 1941-1949. Harlow, England New York: Pearson Longman. ISBN 978-1-4058-7433-5.
- McDougall, Walter A. "20th-century international relations". Encyclopedia Britannica (به انگلیسی).
- McFadden, David W (1995). Alternative paths: Soviets and Americans, 1917–1920. Oxford University Press. ISBN 978-0-19-507187-0.
- McMahon, Robert (2003). The Cold War: A Very Short Introduction. Oxford University Press. ISBN 978-0-19-280178-4.
- Menon, Anand (2000). France, NATO, and the limits of independence, 1981–97: the politics of ambivalence. Palgrave Macmillan. ISBN 978-0-312-22931-3.
- Miller, Roger Gene (2000). To Save a City: The Berlin Airlift, 1948–1949. Texas A&M University Press. ISBN 978-0-89096-967-0.
- Miller, Robert; Wainstock, Dennis D. (2013). Indochina and Vietnam: The Thirty-five Year War, 1940–1975 (به انگلیسی). Enigma Books. pp. 101–02. ISBN 978-1-936274-66-6.
- Moschonas, Gerassimos (2002). In the Name of Social Democracy: The Great Transformation, 1945 to the Present. Translated by Elliot, Gregory. Verso. pp. 4–. ISBN 978-1-85984-639-1.
- Moss, George (1993). America in the Twentieth Century (به انگلیسی). Prentice Hall. ISBN 978-0-13-031733-9.
- Mosyakov, Dmitry (2004). "The Khmer Rouge and the Vietnamese Communists: A History of Their Relations as Told in the Soviet Archives" (PDF).  In Cook, Susan E. (ed.). Genocide in Cambodia and Rwanda (Yale Genocide Studies Program Monograph Series No. 1.
- Murphy, David E.; Kondrashev, Sergei A.; Bailey, George (1997). Battleground Berlin: CIA Vs. KGB in the Cold War. Yale University Press. ISBN 978-0-300-07871-8.
- Newman, William W. (1993). "History Accelerates: The Diplomacy of Co-operation and Fragmentation".  In Goodby, James E.; Morel, Benoit (eds.). The Limited Partnership: Building a Russian-US Security Community. Oxford: Oxford University Press. ISBN 978-0-19-829161-9.
- Njølstad, Olav (2004). The Last Decade of the Cold War. Routledge. ISBN 978-0-7146-8371-3.
- No, Kum-Sok; Osterholm, J. Roger (1996). A MiG-15 to Freedom: Memoir of the Wartime North Korean Defector who First Delivered the Secret Fighter Jet to the Americans in 1953 (به انگلیسی). McFarland. ISBN 978-0-7864-0210-6.
- Nolan, Peter (1995). China's Rise, Russia's Fall. St. Martin's Press. ISBN 978-0-312-12714-5.
- Oberdorfer, Don (2001). Tet!: The Turning Point in the Vietnam War (به انگلیسی). JHU Press. ISBN 978-0-8018-6703-3.
- O'Neil, Patrick (1997). Post-communism and the Media in Eastern Europe. Routledge. ISBN 978-0-7146-4765-4.
- Otfinoski, Steven (2014). The Baltic Republics. Infobase Publishing. ISBN 978-1-4381-2253-3.
- Palmer, Colin A. (2010). Cheddi Jagan and the Politics of Power: British Guiana's Struggle for Independence. Chapel Hill: University of North Carolina Press. ISBN 978-0-8078-3416-9.
- Papathanasiou, Ioanna (5 July 2017). "The Cominform and the Greek Civil War, 1947–49".  In Carabott, Philip; Sfikas, Thanasis D. (eds.). The Greek Civil War: Essays on a Conflict of Exceptionalism and Silences. Taylor & Francis. pp. 57–72. ISBN 978-1-351-88865-3.
- Paterson, Thomas G. (1989). Meeting the Communist Threat: Truman to Reagan. Oxford University Press. ISBN 978-0-19-504532-1.
- Paterson, Thomas; Clifford, J. Garry; Brigham; Donoghue, Michael; Hagan, Kenneth (1 January 2014). American Foreign Relations: Volume 2: Since 1895. Cengage Learning. ISBN 978-1-305-17722-2.
- Paterson, Thomas; Clifford, J. Garry; Brigham; Donoghue, Michael; Hagan, Kenneth (1 January 2014). American Foreign Relations: Volume 2: Since 1895 (به انگلیسی). Cengage Learning. ISBN 978-1-305-17722-2.
- Pavelec, Sterling Michael (2009). The Military-Industrial Complex and American Society. ABC-CLIO. ISBN 978-1-59884-187-9.
- Pearson, Raymond (1998). The Rise and Fall of the Soviet Empire. Macmillan. ISBN 978-0-312-17407-1.
- Perlmutter, Amos (1997). Making the World Safe for Democracy: A Century of Wilsonianism and Its Totalitarian Challengers (به انگلیسی). Univ of North Carolina Press. ISBN 978-0-8078-2365-1.
- Perrett, Bryan (2016). Desert Warfare: From Its Roman Origins to the Gulf Conflict. Barnsley: Pen and Sword Books. ISBN 978-1-4738-4745-3.
- Plokhy, S. M. (4 February 2010). Yalta: The Price of Peace. Penguin Publishing Group. ISBN 978-1-101-18992-4.
- Power, Samantha (2013). A Problem From Hell: America and the Age of Genocide (به انگلیسی). Basic Books. ISBN 978-0-465-05089-5.
- Puddington, Arch (2003). Broadcasting Freedom: The Cold War Triumph of Radio Free Europe and Radio Liberty. University Press of Kentucky. ISBN 978-0-8131-9045-7.
- Reagan, Ronald (1991).  Foner, Eric; Garraty, John Arthur (eds.). The Reader's companion to American history. Houghton Mifflin Books. ISBN 978-0-395-51372-9. Retrieved 16 June 2008.
- Hussain, Rizwan (2005). Pakistan and the emergence of Islamic militancy in Afghanistan. Aldershot, England Burlington, VT: Ashgate. ISBN 978-0-7546-4434-7.
- Roadnight, Andrew (2002). United States Policy towards Indonesia in the Truman and Eisenhower Years. New York: Palgrave Macmillan. ISBN 978-0-333-79315-2.
- Roberts, Geoffrey (2006). Stalin's Wars: From World War to Cold War, 1939–1953. Yale University Press. ISBN 978-0-300-11204-7.
- Robinson, Geoffrey B. (2018). The Killing Season: A History of the Indonesian Massacres, 1965–66. Princeton University Press. ISBN 978-1-4008-8886-3. a US Embassy official in Jakarta, Robert Martens, had supplied the Indonesian Army with lists containing the names of thousands of PKI officials in the months after the alleged coup attempt. According to the journalist Kathy Kadane, "As many as 5,000 names were furnished over a period of months to the Army there, and the Americans later checked off the names of those who had been killed or captured." Despite Martens later denials of any such intent, these actions almost certainly aided in the death or detention of many innocent people. They also sent a powerful message that the US government agreed with and supported the army's campaign against the PKI, even as that campaign took its terrible toll in human lives
- Roht-Arriaza, Naomi (1995). Impunity and human rights in international law and practice. Oxford University Press. ISBN 0-19-508136-6.
- Rose, Euclid A. (2002). Dependency and Socialism in the Modern Caribbean: Superpower Intervention in Guyana, Jamaica, and Grenada, 1970–1985. Lexington Books. ISBN 978-0-7391-0448-4.
- Rothschild, Donald (1997). Managing Ethnic Conflict in Africa: Pressures and Incentives for Cooperation. Washington: The Brookings Institution. ISBN 978-0-8157-7593-5.
- Sakwa, Richard (1999). The Rise and Fall of the Soviet Union, 1917–1991. Routledge. ISBN 978-0-415-12290-0.
- Saunders, Frances Stonor (5 November 2013). The Cultural Cold War: The CIA and the World of Arts and Letters. New Press. ISBN 978-1-59558-942-2.
- Schraeder, Peter J. (1994). United States Foreign Policy Toward Africa: Incrementalism, Crisis, and Change. Cambridge: Cambridge University Press. ISBN 978-0-521-46677-6.
- Schudson, Michael (14 September 2015). The Rise of the Right to Know: Politics and the Culture of Transparency, 1945–1975. Harvard University Press. ISBN 978-0-674-91580-0.
- Sebestyen, Victor (2014). 1946: The Making of the Modern World. Pan Macmillan. ISBN 978-0-230-75800-1.
- Senior, Michael (2016). Victory on the Western Front: The Development of the British Army 1914-1918 (به انگلیسی). Pen and Sword. ISBN 978-1-5267-0957-8.
- Senn, Alfred Erich (2007). Lithuania 1940: Revolution from Above. Rodopi. ISBN 978-90-420-2225-6.
- Shearman, Peter (1995). Russian foreign policy since 1990. Westview Press. ISBN 978-0-8133-2633-7.
- Simpson, Bradley (2010). Economists with Guns: Authoritarian Development and U.S. –Indonesian Relations, 1960–1968. Stanford University Press. ISBN 978-0-8047-7182-5. Washington did everything in its power to encourage and facilitate the army-led massacre of alleged PKI members, and U.S. officials worried only that the killing of the party's unarmed supporters might not go far enough, permitting Sukarno to return to power and frustrate the [Johnson] Administration's emerging plans for a post-Sukarno Indonesia. This was efficacious terror, an essential building block of the neoliberal policies that the West would attempt to impose on Indonesia after Sukarno's ouster.
- Smith, Joseph (1998). The Cold War 1945–1991. Oxford: Blackwell. ISBN 978-0-631-19138-4.
- Smith, Jean Edward (2007). FDR. Random House. ISBN 978-1-4000-6121-1.
- Starr, S. Frederick (2004). Xinjiang: China's Muslim Borderland. M E Sharpe Inc. ISBN 978-0-7656-1318-9.
- Stockwell, John (1979) [1978]. In search of enemies. London: Futura Publications Limited. ISBN 978-0-393-00926-2.
- Stone, Norman (2010). The Atlantic and Its Enemies: A History of the Cold War. Basic Books Press. ISBN 978-0-465-02043-0.
- Stueck, William (25 April 2013). Rethinking the Korean War: A New Diplomatic and Strategic History (به انگلیسی). Princeton University Press. ISBN 978-1-4008-4761-7.
- Suh, Jae-Jung (13 September 2013). Truth and Reconciliation in South Korea: Between the Present and Future of the Korean Wars (به انگلیسی). Routledge. ISBN 978-1-135-73820-4.
- Taubman, William (2004). Khrushchev: The Man and His Era. W.W. Norton & Company. ISBN 978-0-393-32484-6.
- Todd, Allan (14 April 2016). History for the IB Diploma Paper 3 The Soviet Union and Post-Soviet Russia (1924–2000). Cambridge University Press. ISBN 978-1-316-50369-0.
- Trahair, Richard; Miller, Robert L. (10 January 2012). Encyclopedia of Cold War Espionage, Spies, and Secret Operations. Enigma Books. ISBN 978-1-936274-26-0.
- Tripp, Charles R.H. (2002). A History of Iraq. Cambridge University Press. pp. xii, 211–14. ISBN 978-0-521-87823-4.
- Tucker, Robert C. (1992). Stalin in Power: The Revolution from Above, 1928–1941. W.W. Norton & Company. ISBN 978-0-393-30869-3.
- Tucker, Spencer C (2007). The Encyclopedia of the Cold War 5 vol. ABC-CLIO. ISBN 978-1-85109-701-2.
- Tucker, Spencer C (2010). The Encyclopedia of Middle East Wars: The United States in the Persian Gulf, Afghanistan, and Iraq Conflicts, Volume 1. Santa Barbara, California: ABC-CLIO. ISBN 978-1-85109-947-4.
- Tucker, Spencer C. (2011). The Encyclopedia of the Vietnam War: A Political, Social, and Military History. ABC-CLIO. ISBN 978-1-85109-960-3.
- Tucker, Spencer C. (2016). World War II: The Definitive Encyclopedia and Document Collection. Santa Barbara, CA: ABC-CLIO. ISBN 978-1-85109-969-6.
- Turner, Henry Ashby (1987). The Two Germanies Since 1945: East and West. Yale University Press. ISBN 0-300-03865-8.
- United States Congress, Joint Economic Committee (1995). East-Central European Economies in Transition. M.E. Sharpe. ISBN 978-1-56324-613-5.
- Vanneman, Peter (1990). Soviet Strategy in Southern Africa: Gorbachev's Pragmatic Approach. Stanford: Hoover Institution Press. ISBN 978-0-8179-8902-6.
- Watson, Cynthia A. (2002). U.S. National Security: A Reference Handbook. Santa Barbara, California: ABL-CLIO. ISBN 978-1-57607-598-2.
- Weigert, Stephen (2011). Angola: A Modern Military History. Basingstoke: Palgrave-Macmillan. ISBN 978-0-230-11777-8.
- Westad, Odd Arne (2012). Restless Empire: China and the World Since 1750. Basic Books. ISBN 978-0-465-02936-5.
- Wettig, Gerhard (2008). Stalin and the Cold War in Europe. Rowman & Littlefield. ISBN 978-0-7425-5542-6.
- Wood, Alan (2005). Stalin and Stalinism. ISBN 978-0-415-30731-4.
- Wood, James (1992). History of International Broadcasting. IET. ISBN 978-0-86341-302-5.
- Zubok, Vladislav M. (1994). "Unwrapping the Enigma: What was Behind the Soviet Challenge in the 1960s?".  In Kunz, Diane B. (ed.). The Diplomacy of the Crucial Decade: American Foreign Relations During the 1960s. Columbia University Press. ISBN 978-0-231-08177-1.
- Ambrose, Stephen E.; Brinkley, Douglas G. (2011). Rise to Globalism: American Foreign Policy Since 1938. Penguin Books. ISBN 978-0-14-200494-4.
- Andrew, Christopher; Mitrokhin, Vasili (2000). The Sword and the Shield: The Mitrokhin Archive and the Secret History of the KGB. Basic Books. ISBN 978-0-585-41828-5.
- Blight, James G.; Allyn, Bruce J.; Welch, David A. (2002). Cuba on the Brink: Castro, the Missile Crisis, and the Soviet Collapse. Rowman & Littlefield. ISBN 978-0-7425-2269-5.
- Brownell, Will; Billings, Richard N. (1987). So close to greatness: a biography of William C. Bullitt. Macmillan. ISBN 978-0-02-517410-8.
- Crocker, Chester A; Hampson, Fen Osler; Aall, Pamela R. (2007). Leashing the Dogs of War: Conflict Management in a Divided World. US Institute of Peace Press. ISBN 978-1-929223-97-8.
- Doenecke, Justus D.; Stoler, Mark A. (2005). Debating Franklin D. Roosevelt's Foreign Policies, 1933–1945. ISBN 978-0-8476-9416-7.
- Graebner, Norman A.; Burns, Richard Dean; Siracusa, Joseph M. (2008). Reagan, Bush, Gorbachev: Revisiting the End of the Cold War. Greenwoo. ISBN 978-0-313-35241-6.
- McSherry, J. Patrice (2011). "Chapter 5: "Industrial repression" and Operation Condor in Latin America".  In Esparza, Marcia; Henry R. Huttenbach; Daniel Feierstein (eds.). State Violence and Genocide in Latin America: The Cold War Years (Critical Terrorism Studies). Routledge. p. 107. ISBN 978-0-415-66457-8. Operation Condor also had the covert support of the US government. Washington provided Condor with military intelligence and training, financial assistance, advanced computers, sophisticated tracking technology, and access to the continental telecommunications system housed in the Panama Canal Zone.
- Nuenlist, Christian; Locher, Anna; Martin, Garret (2010). Globalizing de Gaulle: International Perspectives on French Foreign Policies, 1958–1969. Lexington Books. ISBN 978-0-7391-4250-9.
- Shaw, Martin (30 November 2000). Theory of the Global State: Globality as an Unfinished Revolution. Cambridge University Press. pp. 141–. ISBN 978-0-521-59730-2.
- Shaw, Tony; Youngblood, Denise Jeanne (2010). Cinematic Cold War: The American and Soviet Struggle for Hearts and Minds. University Press of Kansas. ISBN 978-0-7006-1743-2.
- Tompson, William (1997). Khrushchev: a Political Life. Palgrave Macmillan. ISBN 978-0-312-16360-0.
- Towle, Philip (2000). "Cold War".  In Charles Townshend (ed.). The Oxford History of Modern War. New York: Oxford University Press. p. 160. ISBN 978-0-19-285373-8.
- Towle, Philip. The Oxford History of Modern War.
- Zubok, Vladislav; Pleshakov, Constantine (1996). Inside the Kremlin's Cold War: From Stalin to Khrushchev. Harvard University Press. ISBN 978-0-674-45531-3.
- Carliner, Geoffrey; Alesina, Alberto, eds. (1991). Politics and Economics in the Eighties. University of Chicago Press. ISBN 978-0-226-01281-0.
- The League of Nations in retrospect. Walter de Gruyter. 2010. ISBN 978-3-11-090585-4.
- Byrd, Peter (2003). "Cold War (entire chapter)".  In McLean, Iain; McMillan, Alistair (eds.). The concise Oxford dictionary of politics. Oxford University Press. ISBN 978-0-19-280276-7. Retrieved 16 June 2008.
- Calhoun, Craig (2002). "Cold War (entire chapter)". Dictionary of the Social Sciences. Oxford University Press. ISBN 978-0-19-512371-5. Retrieved 16 June 2008.
- Nashel, Jonathan (1999). "Cold War (1945–91): Changing Interpretations (entire chapter)".  In Whiteclay Chambers, John (ed.). The Oxford Companion to American Military History. Oxford University Press. ISBN 978-0-19-507198-6. Retrieved 16 June 2008.
- Schmitz, David F. (1999). "Cold War (1945–91): Causes [entire chapter]".  In Whiteclay Chambers, John (ed.). The Oxford Companion to American Military History. Oxford University Press. ISBN 978-0-19-507198-6. Retrieved 16 June 2008.[پیوند مرده]
- van Dijk, Ruud (1996). The 1952 Stalin Note Debate: Myth Or Missed Opportunity for German Unification? (به انگلیسی). Cold War International History Project, Woodrow Wilson International Center for Scholars.
- van Dijk, Ruud (2008). Encyclopedia of the Cold War, Volume 1. Taylor & Francis. ISBN 978-0-415-97515-5.
- von Lingen, Kerstin (2013). Allen Dulles, the OSS, and Nazi War Criminals. Cambridge University Press. ISBN 978-1-107-02593-6.
- Weathersby, Kathryn (1993), Soviet Aims in Korea and the Origins of the Korean War, 1945–50: New Evidence From the Russian Archives, Cold War International History Project: Working Paper No. 8
- Weinreb, Alice (1 May 2017). Modern Hungers: Food and Power in Twentieth-Century Germany. Oxford University Press. ISBN 978-0-19-060511-7.

### ژورنال‌ها
- Barnes, Trevor (1981). "The secret cold war: the CIA and American foreign policy in Europe, 1946–1956. Part I". The Historical Journal. 24 (2): 399–415. doi:10.1017/S0018246X00005537.
- Bungert, Heike (July 1994). "A New Perspective on French-American Relations during the Occupation of Germany, 1945?1948: Behind-the-Scenes Diplomatic Bargaining and the Zonal Merger". Diplomatic History. 18 (3): 333–352. doi:10.1111/j.1467-7709.1994.tb00217.x.
- Cseresnyés, Ferenc (Summer 1999). "The '56 Exodus to Austria". The Hungarian Quarterly. XL (154): 86–101. Archived from the original on 27 November 2004. Retrieved 9 October 2006.
- Esno, Tyler (April 2018). "Reagan's Economic War on the Soviet Union". Diplomatic History (به انگلیسی). 42 (2): 281–304. doi:10.1093/dh/dhx061. ISSN 0145-2096.
- Farid, Hilmar (2005). "Indonesia's original sin: mass killings and capitalist expansion, 1965–66". Inter-Asia Cultural Studies. 6 (1): 3–16. doi:10.1080/1462394042000326879.
- Garthoff, Raymond L. (2004). "Foreign intelligence and the historiography of the Cold War". Journal of Cold War Studies. 6 (2): 21–56. doi:10.1162/152039704773254759.
- Gokcek, Gigi; Howard, Alison (2013). "Movies to the Rescue: Keeping the Cold War Relevant for Twenty-First-Century Students". Journal of Political Science Education. 9 (4): 436. doi:10.1080/15512169.2013.835561.
- Iatrides, John O. (1 October 1996). "The British Labour Government and the Greek Civil War: The Imperialism of 'Non-Intervention' (review)". Journal of Modern Greek Studies. 14 (2): 373–76. doi:10.1353/mgs.1996.0020. ISSN 1086-3265.
- Locard, Henri (1 March 2005). "State Violence in Democratic Kampuchea (1975–1979) and Retribution (1979–2004)". European Review of History: Revue européenne d'histoire. 12 (1): 121–143. doi:10.1080/13507480500047811. ISSN 1350-7486.
- Matray, James I (Sep 1979). "Truman's Plan for Victory: National Self-Determination and the Thirty-Eighth Parallel Decision in Korea". Journal of American History. JStor. 66 (2): 314–33. doi:10.2307/1900879. JSTOR 1900879.
- Milanović, Branko (2015). "After the Wall Fell: The Poor Balance Sheet of the Transition to Capitalism". Challenge. 58 (2): 135–38. doi:10.1080/05775132.2015.1012402.
- Painter, D. S. (2014). "Oil and geopolitics: the oil crises of the 1970s and the Cold War". Historical Social Research. 39(4 (2014): 186–208. doi:10.12759/hsr.39.2014.4.186-208.
- Slocomb, Margaret (2001). "The K5 Gamble: National Defence and Nation Building under the People's Republic of Kampuchea". Journal of Southeast Asian Studies (به انگلیسی). 32 (2): 195–210. doi:10.1017/S0022463401000091. ISSN 1474-0680.
- Smith, Walter B. (20 March 1953). "First Progress Report on Paragraph 5-1 of NSC 136/1, "U.S. Policy Regarding the Current Situation in Iran"" (PDF). George Washington University. Retrieved 7 November 2007.
- Wilson, J. H. (1971). "American Business and the Recognition of the Soviet Union". Social Science Quarterly. 52 (2): 349–368.

### اخبار
- Bevins, Vincent (20 October 2017). "What the United States Did in Indonesia". The Atlantic. Retrieved 21 October 2017.
- Bradner, Eric (2015). "Newly released documents reveal U.S. Cold War nuclear target list – CNNPolitics". CNN.
- Evans, David (7 February 1992). "Desert Storm Filled Soviet Military With Awe". tribunedigital-chicagotribune (به انگلیسی). Retrieved 15 October 2017.
- Feeney, Mark (29 March 2006). "Caspar W. Weinberger, 88; Architect of Massive Pentagon Buildup". The Boston Globe. Boston.com. Retrieved 28 May 2014.
- Glass, Andrew (14 October 2017). "McNamara becomes Vietnam War skeptic, Oct. 14, 1966". Politico. Retrieved 1 June 2018.
- Maack, Benjamin (14 November 2008). "The Cold War's Missing Atom Bombs". Der Spiegel. Archived from the original on 27 June 2019. Retrieved 20 August 2019.
- Nzongola-Ntalaja, Georges (17 January 2011). "Patrice Lumumba: the most important assassination of the 20th century". The Guardian. Retrieved 26 October 2019.
- Orwell, George (19 October 1945). "You and the Atomic Bomb". Tribune.
- Orwell, George (10 March 1946). "Russia began to make a 'cold war' on Britain and the British Empire". The Observer.
- Perry, Juliet (21 July 2016). "Tribunal finds Indonesia guilty of 1965 genocide; US, UK complicit". CNN. Retrieved 5 June 2017.
- Rev, Istvan (15 March 2010). "An Absurdist Film That Touches on Wartime Reality". The New York Times (به انگلیسی). Retrieved 29 November 2017.
- Safire, William (1 October 2006). "Islamofascism Anyone?". The New York Times.
- Scott, Margaret (26 October 2017). "Uncovering Indonesia's Act of Killing". The New York Review of Books. Retrieved 27 February 2018.
- Lebow, Richard Ned; Stein, Janice Gross (February 1994). "Reagan and the Russians". The Atlantic. Retrieved 28 May 2010.
- Talbott, Strobe; Hannifin, Jerry; Magnuson, Ed; Doerner, William R.; Kane, Joseph J. (12 September 1983). "Atrocity in the skies". Time. Archived from the original on 12 June 2008. Retrieved 8 June 2008.
- Thaler, Kai (2 December 2015). "50 years ago today, American diplomats endorsed mass killings in Indonesia. Here's what that means for today". The Washington Post. Retrieved 12 April 2017.
- "Cambodia profile". BBC News (به انگلیسی). 20 July 2018. Retrieved 30 December 2018.
- "Cold War". BBC.
- "Facts + Stats of the Yeltsin Era". PBS. 2014.
- "Leaders agree arms reduction treaty". BBC News. 1979. Retrieved 10 June 2008.
- "1989: Malta summit ends Cold War". BBC. 3 December 1989.
- "President Nixon arrives in Moscow". BBC News. 22 May 1972. Retrieved 10 June 2008.
- "Profile of Salvador Allende". BBC. 8 September 2003. Retrieved 25 January 2011.
- "Report of the Special Committee on the Problem of Hungary" (PDF). UN General Assembly. 1957.
- "Russia brings winter to Prague Spring". BBC News. 21 August 1968. Retrieved 10 June 2008.
- "Soviet troops overrun Hungary". BBC News. 4 November 1956. Retrieved 11 June 2008.
- "Sputnik satellite blasts into space". BBC News. 4 October 1957. Retrieved 11 June 2008.
- "Syria crisis: UN chief says Cold War is back". BBC News. 13 April 2018. Retrieved 23 October 2019.
- "Toward the Summit; Previous Reagan-Gorbachev Summits". The New York Times. 29 May 1988. Retrieved 21 June 2008.
- "What Guilt Does the U.S. Bear in Guatemala?". The New York Times. 19 May 2013.

### وب
- Allen, Richard V. "The Man Who Won the Cold War". Hoover.org. Archived from the original on 1 May 2011. Retrieved 3 November 2011.
- Čulík, Jan. "Den, kdy tanky zlikvidovaly české sny Pražského jara". Britské Listy. Archived from the original on 28 September 2007. Retrieved 23 January 2008.
- Dietz, Jason (11 December 2013). "The Best New TV Shows of 2013". Metacritic (CBS Interactive Inc.). Retrieved 14 April 2014.
- Editors, PHP. "Parallel History Project on Cooperative Security (PHP) – NATO's Secret Armies: Chronology". www.php.isn.ethz.ch. {{cite web}}: |last= has generic name (help)
- Fenton, Ben (1 October 1998). "The secret strategy to launch attack on Red Army". The Daily Telegraph. Archived from the original on 28 May 2008. Retrieved 29 January 2017.
- Gaidar, Yegor. "Public Expectations and Trust towards the Government: Post-Revolution Stabilization and its Discontents". The Institute for the Economy in Transition. Archived from the original on 1 October 2011. Retrieved 15 March 2008.
- Glennon, Michael J. (May–June 2003). "Why the Security Council Failed". Foreign Affairs. 82 (3): 16–35. doi:10.2307/20033576. JSTOR 20033576. Retrieved 26 April 2020.
- Harriman, Pamela C. (Winter 1987–1988). "Churchill and ... Politics: The True Meaning of the Iron Curtain Speech". Winston Churchill Centre. Archived from the original on 15 October 2007. Retrieved 22 June 2008.
- Kalb, Marvin (22 January 2013). "It's Called the Vietnam Syndrome, and It's Back". Brookings Institution. Retrieved 12 June 2015.
- Klesius, Michael (19 December 2008). "To Boldly Go". Air & Space. Retrieved 7 January 2009.
- Lowry, Brian (31 May 2018). "'The Americans' finale brings FX drama to tense, satisfying close". CNN. Retrieved 2 June 2018.
- Morgan, Curtis F. "Southern Partnership: James F. Byrnes, Lucius D. Clay and Germany, 1945–1947". James F. Byrnes Institute. Archived from the original on 5 July 2008. Retrieved 9 June 2008.
- Peck, Michael (28 September 2017). "Operation Unthinkable: Britain's Secret Plan to Invade Russia in 1945". The National Interest (به انگلیسی). Retrieved 29 November 2017.
- Von Geldern, James; Siegelbaum, Lewis. "The Soviet-led Intervention in Czechoslovakia". Soviethistory.org. Archived from the original on 17 August 2009. Retrieved 7 March 2008.
- "Address given by Mikhail Gorbachev to the Council of Europe". Centre Virtuel de la Connaissance sur l'Europe. 6 July 1989. Archived from the original on 27 September 2007. Retrieved 11 February 2007.
- "Bernard Baruch coins the term "Cold War"". HISTORY (به انگلیسی). 13 November 2009. Retrieved 23 October 2019.
- "Intermediate-Range Nuclear Forces". Federation of American Scientists. Retrieved 21 June 2008.
- "LGM-118A Peacekeeper". Federation of American Scientists. 15 August 2000. Retrieved 10 April 2007.
- "Milestones: 1945–1952 – Office of the Historian". history.state.gov.
- "Milestones: 1969–1976 – Office of the Historian". history.state.gov. Retrieved 21 June 2019.
- "Report by Soviet Deputy Interior Minister M.N. Holodkov to Interior Minister N.P. Dudorov (15 November 1956)" (PDF). The 1956 Hungarian Revolution, A History in Documents. George Washington University: The National Security Archive. 4 November 2002. Retrieved 2 September 2006.
- "U.S. Military Deployment 1969 to the present". PBS. 26 October 2004. Retrieved 30 November 2010.
- "Cambodia: U.S. bombing, civil war, & Khmer Rouge". World Peace Foundation. 7 August 2015. Retrieved 30 August 2019.
- "Measures which the United States Government Might Take in Support of a Successor Government to Mosaddegh" (PDF). George Washington University. March 1953. Retrieved 7 November 2007.
- "Interview to "Pravda" Correspondent Concerning Mr. Winston Churchill's Speech". www.marxists.org.

### به انگلیسی
- Bilinsky, Yaroslav (1990). Endgame in NATO's Enlargement: The Baltic States and Ukraine. Greenwood. ISBN 978-0-275-96363-7.
- Brazinsky, Gregg A. Winning the Third World: Sino-American Rivalry during the Cold War (U of North Carolina Press, 2017); four online reviews & author response
- Cardona, Luis (2007). Cold War KFA. Routledge.
- Davis, Simon, and Joseph Smith. The A to Z of the Cold War (Scarecrow, 2005), encyclopedia focused on military aspects
- Fedorov, Alexander (2011). Russian Image on the Western Screen: Trends, Stereotypes, Myths, Illusions. Lambert Academic Publishing. ISBN 978-3-8433-9330-0.
- Franco, Jean (2002). The Decline and Fall of the Lettered City: Latin America in the Cold War. Harvard University Press. ISBN 978-0-674-03717-5. on literature
- Gaddis, John Lewis (1997). We Now Know: Rethinking Cold War History. Oxford University Press. ISBN 978-0-19-878070-0.
- Ghodsee, Kristen (2019). Second World, Second Sex: Socialist Women's Activism and Global Solidarity during the Cold War. Duke University Press. ISBN 978-1-4780-0139-3.
- Halliday, Fred. The Making of the Second Cold War (1983, Verso, London).
- Haslam, Jonathan. Russia's Cold War: From the October Revolution to the Fall of the Wall (Yale University Press; 2011) 512 pages
- Hoffman, David E.  The Dead Hand: The Untold Story of the Cold War Arms Race and Its Dangerous Legacy  (2010)
- House, Jonathan. A Military History of the Cold War, 1944–1962 (2012)
- Judge, Edward H. The Cold War: A Global History With Documents (2012)
- Leffler, Melvyn (1992). A Preponderance of Power: National Security, the Truman Administration, and the Cold War. Stanford University Press. ISBN 978-0-8047-2218-6.
- Lundestad, Geir (2005). East, West, North, South: Major Developments in International Politics since 1945. Oxford University Press. ISBN 978-1-4129-0748-4.
- Porter, Bruce; Karsh, Efraim (1984). The USSR in Third World Conflicts: Soviet Arms and Diplomacy in Local Wars. Cambridge University Press. ISBN 978-0-521-31064-2.
- Rupprecht, Tobias, Soviet internationalism after Stalin: Interaction and exchange between the USSR and Latin America during the Cold War. Cambridge, United Kingdom: Cambridge University Press, 2015.
- Service, Robert (2015). The End of the Cold War: 1985–1991. Macmillan. ISBN 978-1-61039-499-4.
- Westad, Odd Arne (2017). The Cold War: A World History. Basic Books. ISBN 978-0-465-05493-0.
- Wilson, James Graham (2014). The Triumph of Improvisation: Gorbachev's Adaptability, Reagan's Engagement, and the End of the Cold War. Ithaca: Cornell University Press. ISBN 978-0-8014-5229-1.

### آرشیو
- اقتصاد جهان در دوران پسا جنگ سرد از آرشیو دیجیتال روابط خارجی دین پیتر کروگ
- سایت فرهنگ عامه جنگ سرد کونلارد
- آرشیو دیجیتال سی‌بی‌اس – فرهنگ جنگ سرد: وحشت اتمی دهه ۱۹۵۰ و دهه ۱۹۶۰
- پروژه بین‌المللی تاریخ جنگ سرد
- پرونده‌های جنگ سرد